# Thành Cát Tư Hãn
Thành Cát Tư Hãn (phát âm tiếng Mông Cổ: [tʃiŋɡɪs xaːŋ] ⓘ; tên thật: Temüjin; phiên âm Hán-Việt: Thiết Mộc Chân; k. 1162 – tháng 8 năm 1227) là người sáng lập và khả hãn đầu tiên của Đế quốc Mông Cổ. Sau khi dành phần lớn cuộc đời thống nhất các bộ tộc Mông Cổ, ông đã phát động một loạt các chiến dịch quân sự, chinh phục đại bộ phận Trung Quốc và Trung Á.
Chào đời vào khoảng những năm 1155 và 1167 với cái tên Thiết Mộc Chân, ông là con trai cả của Dã Tốc Cai, một tù trưởng Mông Cổ thuộc bộ tộc Bột Nhi Chỉ Cân, với người vợ Ha Ngạch Luân. Cái chết của thân phụ khi Thiết Mộc Chân mới lên tám đã khiến gia đình ông bị ruồng bỏ bởi bộ tộc của mình. Nghịch cảnh éo le sau đó đã buộc ông phải ra tay giết hại người anh trai Biệt Khắc Thiếp Nhi cùng cha khác mẹ để bảo toàn vị thế cho gia đình. Nhờ tài năng lãnh đạo, ông lần hồi thu phục được nhiều đồ đệ, cũng như liên minh với hai thủ lĩnh thảo nguyên hùng mạnh là Trát Mộc Hợp và Thoát Lý. Khi danh thế ngày một vang xa, quan hệ của ông với Trát Mộc Hợp cũng dần dà suy suyển thành hiềm thù. Thất trận Dalan Balzhat vào năm 1187, Thiết Mộc Chân có lẽ đã dành nhiều năm tháng đày đọa và làm hạ thuộc tại triều đình nhà Kim; tái xuất vào năm 1196, ông nhanh chóng nổi lên và thâu tóm quyền lực. Thoát Lý bắt đầu nhìn nhận Thiết Mộc Chân như một mối đe dọa thực thụ và ra đòn phủ đầu bằng một cuộc đột kích tại triền cát Qalaqaljid vào năm 1203. Thiết Mộc Chân thoái lui, rồi tập hợp lại lực lượng và đánh bại Thoát Lý không lâu sau đó; sau khi quy phục nốt bộ tộc Nãi Man và xử tử Trát Mộc Hợp, Thiết Mộc Chân trở thành người cai trị duy nhất của thảo nguyên Mông Cổ rộng lớn.
Năm 1206, Thiết Mộc Chân lấy danh hiệu "Thành Cát Tư Hãn" với ý nghĩa mà nay không còn rõ. Ông thực thi các chính sách ổn định hóa, cải biến cơ cấu bộ lạc của người Mông Cổ thành chế độ nhân tài phụng sự gia tộc cai trị. Sau khi đập tan âm mưu chính biến của một thầy pháp có thế lực, Thành Cát Tư Hãn đẩy nhanh tiến trình củng cố quyền lực. Năm 1209, ông phát động chiến dịch đánh Tây Hạ, giành được nhượng bộ vào năm sau. Ông tiếp nối bằng chiến dịch đánh Kim kéo dài bốn năm, giành chiến thắng sau khi hạ thành Trung Đô năm 1215. Năm 1218, ông cử viên tướng Triết Biệt đánh chiếm Tây Liêu ở Trung Á. Năm sau, thân chinh xâm lược Đế quốc Khwarazm lấy cớ sứ thần cử đi bị giết; chính quyền trung ương Khwarazm nhanh chóng tan rã, cho phép đại quân Mông Cổ làm cỏ Transoxiana và Khorasan, trong khi các đạo của Triết Biệt và Tốc Bất Đài đánh lấn sang Gruzia và Rus' Kiev. Năm 1227, Thành Cát Tư Hãn qua đời khi đương dẹp loạn ở Tây Hạ; theo sau thời kỳ nhiếp chính kéo dài hai năm, con trai thứ ba của ông là Oa Khoát Đài đăng cơ vào năm 1229.
Thành Cát Tư Hãn được coi là một nhân vật lịch sử gây nhiều tranh cãi. Ông là người rộng lượng và trung thành với đồ đệ, song hết sức tàn nhẫn khi đối đãi với kẻ thù. Ông chấp nhận lời tham chính từ nhiều phía trong sứ mạng chinh phục thế giới của mình, tin rằng đây là định mệnh đã được chiếu cố cho ông bởi vị thần shaman giáo Tengri. Các cuộc chinh phục của Thành Cát Tư Hãn đã gieo rắc hàng triệu cái chết, song về mặt ích lợi thì đã góp phần kiến tạo những mạng lưới giao thương và trao đổi văn hóa xuyên lục địa. Ở Nga và các nước Ả Rập, ông bị đánh giá tiêu cực là kẻ man rợ lạc hậu, trong khi giới học giả phương Tây gần đây đã suy xét và đánh giá lại ông dưới ánh sáng mới. Hiện nay tại quê nhà Mông Cổ, ông được nhân dân tôn kính và thờ phụng như một kiến quốc phụ.

## Tên và tôn hiệu
Không có một hệ thống Latinh hóa phổ quát nào để phiên âm tiếng Mông Cổ; vì lẽ này, tên Mông Cổ biến thiên rất lớn giữa các nguồn khác nhau và hệ quả là khiến phát âm bị sai lệch ít nhiều. Tôn hiệu phổ biến "Genghis" xuất phát từ tiếng Mông Cổ ᠴᠢᠩᠭᠢᠰ cũng có thể được chuyển tự thành Činggis. Từ này được phiên âm sang tiếng Hán là 成吉思 (bính âm: Chéngjísī; Hán-Việt: Thành Cát Tư), và sang tiếng Ba Tư là چنگیز Čəngīz. Bởi vì tiếng Ả Rập không có âm [tʃ], âm tố mà được ký bằng chữ ⟨č⟩ trong hệ thống Latinh hóa tiếng Mông Cổ và Ba Tư, các tác giả Ả Rập thường phiên âm cụm này là J̌ingiz, trong khi các tác giả Syriac phiên là Šīngīz.
Ngoài cách viết "Genghis", vốn được truyền bá vào văn liệu tiếng Anh từ thế kỷ 18 dựa trên sự phiên âm sai lệch các nguồn Ba Tư, một số phiên âm tiếng Anh phổ biến khác bao gồm "Chinggis", "Chingis", "Jinghis", và "Jengiz". Tên thật của Thành Cát Tư Hãn, "Temüjin" (chữ Mông Cổ: ᠲᠡᠮᠦᠵᠢᠨ; chữ Hán: 鐵木真; bính âm: Tiěmùzhēn; Hán-Việt: Thiết Mộc Chân), cũng đôi khi được phiên thành "Temuchin" trong tiếng Anh.
Cháu của Thành Cát Tư Hãn, Hốt Tất Liệt, người sáng lập triều Nguyên năm 1271, đã truy tôn miếu hiệu Thái Tổ (太祖) và thụy hiệu Thánh Vũ Hoàng Đế (聖武皇帝) cho ông nội. Chắt của Hốt Tất Liệt là Khúc Luật Hãn sau đó đã mở rộng thụy hiệu thành Pháp Thiên Khải Vận Thánh Vũ Hoàng Đế (法天啟運聖武皇帝).

## Sử liệu
Bởi lẽ các nguồn sử liệu về Thành Cát Tư Hãn được viết bằng hàng tá ngôn ngữ trải khắp Đại lục Á-Âu, các sử gia hiện đại đã gặp rất nhiều khó khăn trong việc khảo cứu cuộc đời ông. Tường thuật về thuở đời niên thiếu và sự nghiệp của Thành Cát Tư Hãn thường dựa trên hai sử liệu sơ cấp chính bằng tiếng Mông Cổ là Mông Cổ bí sử và Altan Debter (Sách Vàng). Cuốn Altan Debter, nay đã thất lạc, được vận dụng để viết hai bộ sử Hán văn vào thế kỷ thứ 14 là Nguyên sử và Thánh Vũ thân chinh lục. Nguyên sử, tuy được biên soạn khá hời hợt, lại cung cấp cho ta rất nhiều chi tiết về các chiến dịch đơn lẻ và nhân vật liên quan. Trái lại, Thánh Vũ được biên soạn quy củ hơn về mặt niên đại, song không dám chỉ trích Thành Cát Tư Hãn và đôi chỗ vẫn bị sai sót.
Cuốn Bí sử tồn tại đến ngày nay thông qua các bản dịch Hán văn xuất bản vào thế kỷ thứ 14 và 15 ở Trung Quốc. Tính xác tín lịch sử của tác phẩm đã bị hồ nghi bởi giới học giả cận đại: nhà Hán học thế kỷ thứ 20 Arthur Waley cho rằng đây là một tác phẩm nghệ thuật thuần túy và vì vậy không có giá trị tham khảo, song các học giả ngày nay cho rằng nó vẫn khả tin ở một chừng mực nào đó. Tuy rõ ràng rằng dòng thời gian trong tác phẩm không đáng tin cậy và một số đoạn đã bị lược bỏ hoặc cải biến để đảm bảo sự lưu loát cho mạch văn, Bí sử vẫn rất giá trị ở chỗ: đây là một trong những trường hợp hiếm hoi tác giả thể hiện sự phê phán đối với Thành Cát Tư Hãn. Bên cạnh việc đánh giá vị hãn là một người thiếu quyết đoán và mắc hội chứng sợ chó, Bí sử cũng thuật lại một số sự kiện bị coi là cấm kỵ như việc ông sát hại anh trai mình và đồn đại xung quanh tính bất chính  danh của con trai ông là Truật Xích.

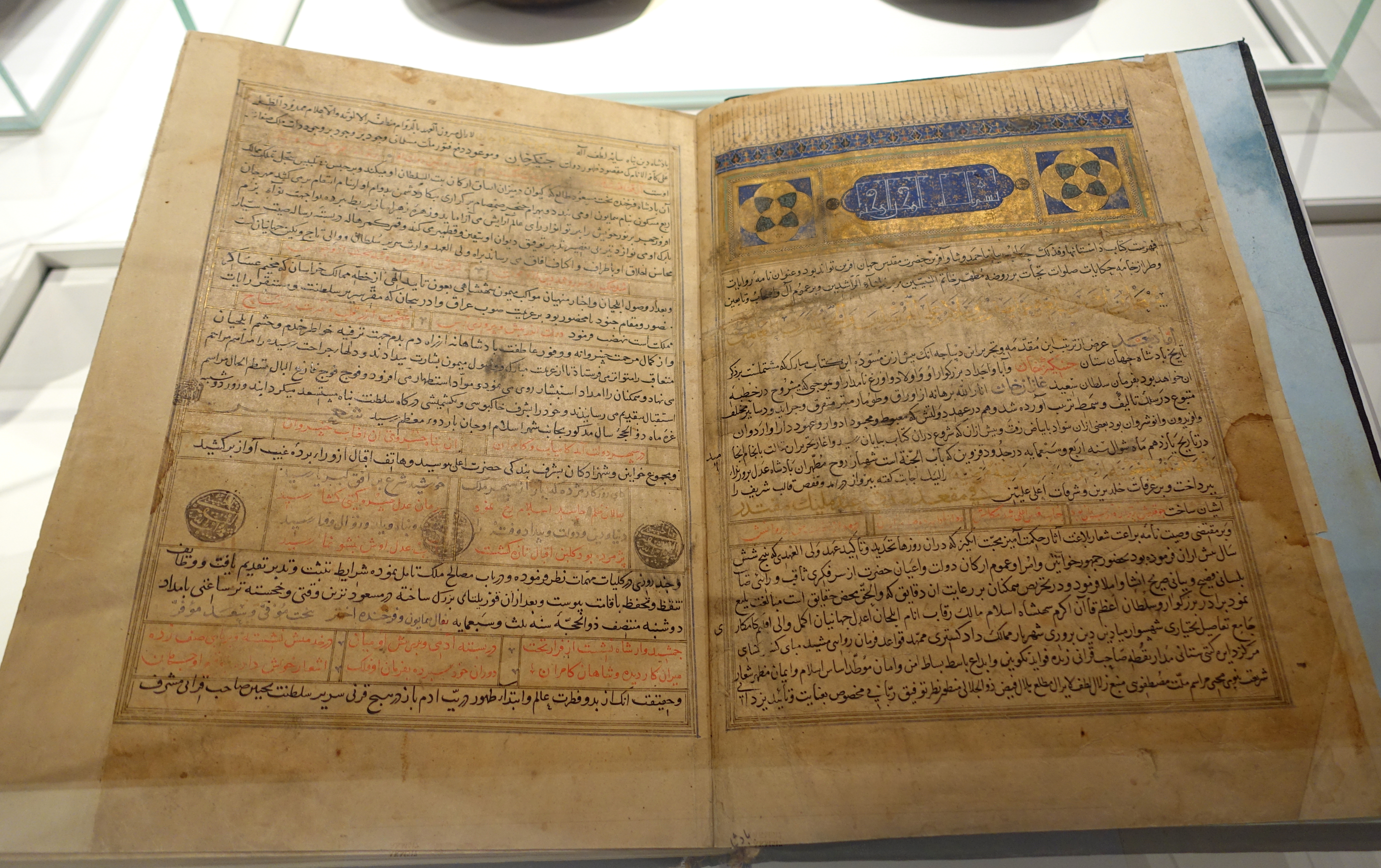
Bản sao thế kỷ thứ 15 của cuốn Jami' al-tawarikh do Rashid al-Din Hamadani biên soạn

Nhiều biên niên sử Ba Tư cũng còn tồn tại cho đến tận ngày nay, thể hiện nhiều chiều hướng quan điểm cả tốt lẫn xấu về Thành Cát Tư Hãn và người Mông Cổ. Hai tác giả Minhaj-i Siraj Juzjani và Ata-Malik Juvayni đều hoàn thành các tác phẩm tương ứng của mình vào năm 1260. Juzjani đã tận mắt chứng kiến sự tàn bạo của quân đội Mông Cổ, và sự thù hằn trong sử phẩm của ông phản ánh điều đó. Sử gia cùng thời Juvayni, người từng hai lần du khảo Mông Cổ và làm quan to trong triều đình Hãn quốc Y Nhi,  lại thể hiện sự đồng cảm đối với người Mông Cổ; tác phẩm của ông cũng là nguồn đáng tin cậy nhất về các chiến dịch tây phạt của Thành Cát Tư Hãn. Tuy nhiên, sử phẩm Ba Tư quan trọng nhất phải kể đến là cuốn Jami' al-tawarikh (Tập sử biên niên) do Rashid al-Din biên soạn theo lệnh của Ghazan, một hậu duệ của Thành Cát Tư Hãn, đầu thế kỷ thứ 14. Ghazan cho phép Rashid tiếp cận các nguồn tuyệt mật như Altan Debter và các bậc thầy về truyền khẩu người Mông Cổ, bao gồm sứ thần của Hốt Tất Liệt là Bolad Chingsang. Rashid đã cắt bỏ một số chi tiết bất tiện, bị kiêng kỵ để phù hợp cho một bộ chính sử.
Tồn tại nhiều nguồn sử liệu đương thời từ các nền văn hóa khác về Thành Cát Tư Hãn và người Mông Cổ, song độ xác tín của chúng hầu như bị đặt nghi vấn. Nguồn phụ lưu Trung Quốc bao gồm nhiều bộ sử của các hoàng triều bị người Mông Cổ khuất phục, và lời thuật của sứ thần Tống triều tên Triệu Công, người từng tới Mông Cổ vào năm 1221. Nguồn Ả Rập bao gồm một cuốn tiểu sử về hoàng thân Khwarazm tên Jalal al-Din do al-Nasawi biên soạn. Ngoài ra còn tồn tại một số biên niên sử Kitô như Biên niên sử Gruzia, cùng một số tác phẩm của các nhà lữ hành người Âu như Carpini và Marco Polo.

## Quãng đời kỳ thủy

### Khai sinh và thời thơ ấu
Năm sinh của Thiết Mộc Chân là vấn đề lịch sử còn bị bàn cãi và tồn tại nhiều giả thuyết khác nhau: 1155, 1162 hoặc 1167. Một số truyền thống sử học cho rằng ông sinh năm Hợi, tức năm 1155 hoặc 1167 theo dương lịch. Tuy năm sinh 1155 được ủng hộ bởi nguồn của sứ thần Triệu Công và Rashid al-Din, các bộ sử đồ sộ hơn như Nguyên sử và Thánh Vũ khẳng định năm sinh của ông là 1162. Giả thuyết năm sinh 1167, được tán thành bởi nhà Hán học Paul Pelliot, vốn trích dẫn từ một nguồn nhỏ — tên một bức tranh của nhà bút pháp Nguyên triều Dương Duy Trinh — song lại rất phù hợp với những sự kiện xảy ra trong đời Thiết Mộc Chân, hơn là giả thuyết năm sinh 1155 vốn bất hợp lý ở chỗ thiết lập rằng ông không có con cho tới năm 30 tuổi và tiếp tục chinh chiến khi đã ngoài 70 tuổi. Dẫu vậy, năm sinh 1162 mới là giả thuyết được nhiều sử gia chấp nhận; sử gia Paul Ratchnevsky bình chú rằng bản thân Thiết Mộc Chân có lẽ cũng không biết năm sinh chính xác của mình. Nơi sinh của Thiết Mộc Chân, được Bí sử cho là Delüün Boldog ven sông Onon, cũng đã bị đặt nghi vấn: một số ý kiến cho rằng nơi sinh chính xác của ông là Dadal thuộc tỉnh Khentii hoặc đâu đó ở miền nam Agin-Buryat Okrug của Nga.

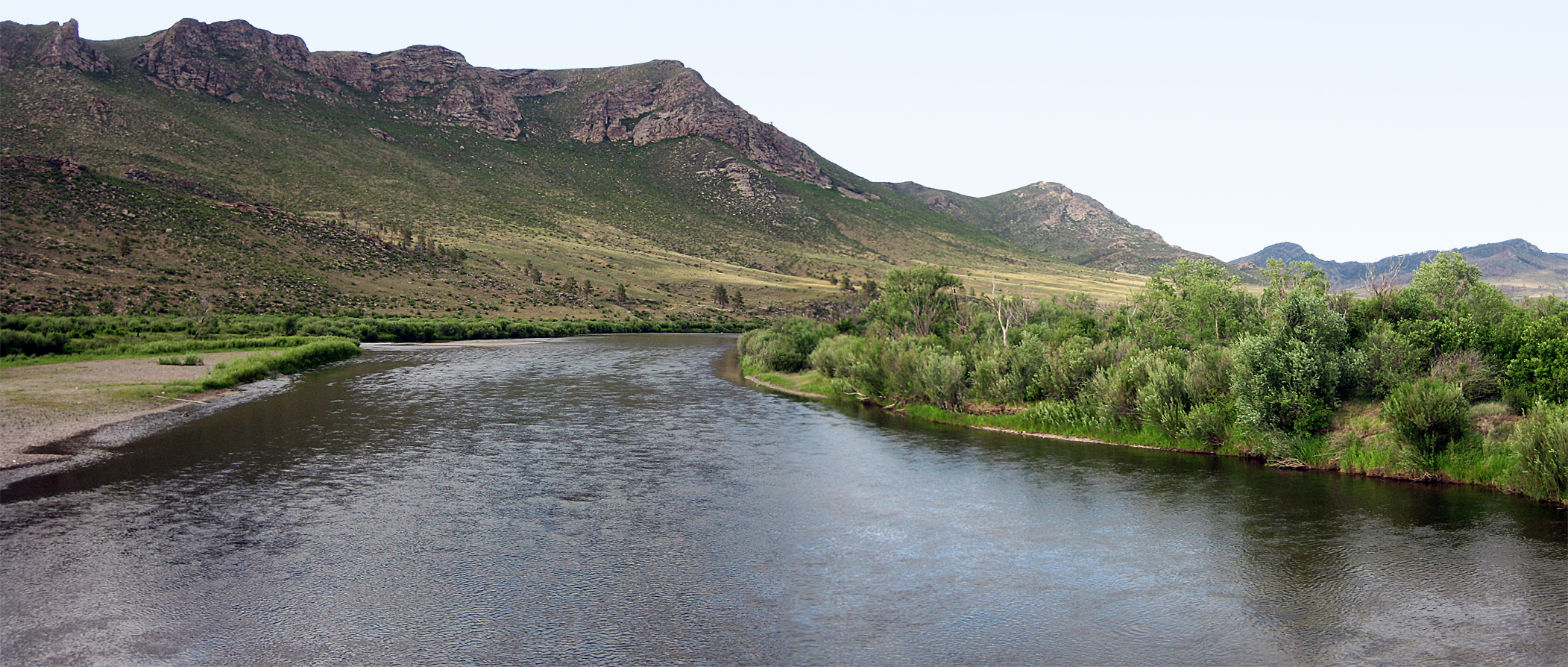
Đầu nguồn sông Onon tại tỉnh Khentii, Mông Cổ, được cho là nơi Thiết Mộc Chân sinh ra

Thiết Mộc Chân sinh ra và lớn lên trong bộ lạc Bột Nhi Chỉ Cân, có cha là Dã Tốc Cai, một tù trưởng tự xưng là hậu duệ của vị thủy tổ huyền thoại Bột Đoan Sát Nhi, và mẹ là Ha Ngạch Luân, xuất thân từ bộ lạc Oát Lặc Hốt Nột, vốn bị Dã Tốc Cai cướp làm vợ từ tay hôn phu Xích Liệt Đô của tộc Miệt Nhi Khất. Nguồn gốc cái tên Thiết Mộc Chân cũng là vấn đề bị tranh cãi: tục truyền khi Dã Tốc Cai trở về từ một cuộc đột kích người Thát Đát, ông đã đặt tên cho đứa con trai sơ sinh phỏng theo tên của tù binh chiến lợi phẩm là Temüchin-uge như một cách để vinh danh chiến công của mình; trái lại thì giới từ nguyên học dựa trên căn tố temür 'sắt' mà cho rằng cái tên "Temüjin" nghĩa đen là 'thợ rèn'.
Có nhiều truyền thuyết xung quanh sự khai sinh của Thiết Mộc Chân. Truyền thuyết nổi tiếng nhất kể rằng, khi vừa mới được sinh ra, người ta thấy ông nắm chặt huyết khối trong tay; mô-típ phổ biến trong chuyện dân gian Á châu, ám chỉ đứa trẻ lớn lên sẽ trở thành chiến binh. Có truyền thuyết thì rằng Ha Ngạch Luân được thụ thai bởi một tia sáng thần nhiệm, phảng phất âm hưởng huyền sử về sự khai sinh thủ lĩnh đầu tiên của tộc Bột Nhi Chỉ Cân là A Lan Khoát A. Dã Tốc Cai và Ha Ngạch Luân có với nhau thêm bốn người con sau Thiết Mộc Chân: ba trai là Cáp Tát Nhi, Hợp Xích Ôn, và Thiết Mộc Cách; một gái là Thiết Mộc Luân. Ngoài ra, ông cũng có hai người anh trai chung nửa dòng máu là Biệt Khắc Thiếp Nhi và Biệt Lặc Cổ Đài, hạ sinh từ người vợ lẽ của Dã Tốc Cai là Tốc Xích Cách Lặc. Những đứa trẻ sinh trưởng cùng nhau trong túp lều cả của thân phụ ven sông Onon, nơi chúng học cách cưỡi ngựa và bắn cung.
Khi Thiết Mộc Chân lên tám, Dã Tốc Cai quyết định hứa hôn con trai với một nữ nhi thích hợp. Ông đưa Thiết Mộc Chân tới đồng cỏ của bộ lạc thanh thế bên ngoại là Hoằng Cát Lạt. Tại đây, ông thương thuyết để đính hôn Thiết Mộc Chân với Bột Nhi Thiếp, con gái tù trưởng Đặc Tiết Thiền. Vì gia tộc Hoằng Cát Lạt rất đỗi bề thế và do sính lễ nhà gái thách cưới quá đắt đỏ, Đặc Tiết Thiền đã bắt Thiết Mộc Chân phải lưu lại làm gia nô để trả nợ rể tương lai. Chấp nhận điều khoản của nhà gái, Dã Tốc Cai ruổi ngựa về một mình, nửa đường ghé trại của một toán người Thát Đát. Theo luật thảo nguyên, gia chủ phải đối đãi tử tế với khách lạ nương nhờ, song đám người Thát Đát kia nhận ra cựu thù, bèn bí mật bỏ độc vào đồ uống. Dã Tốc Cai trúng độc nhưng vẫn về được tới trại; trước lúc lâm chung, ông dặn Münglig đưa Thiết Mộc Chân về nhà.

### Thiếu thời

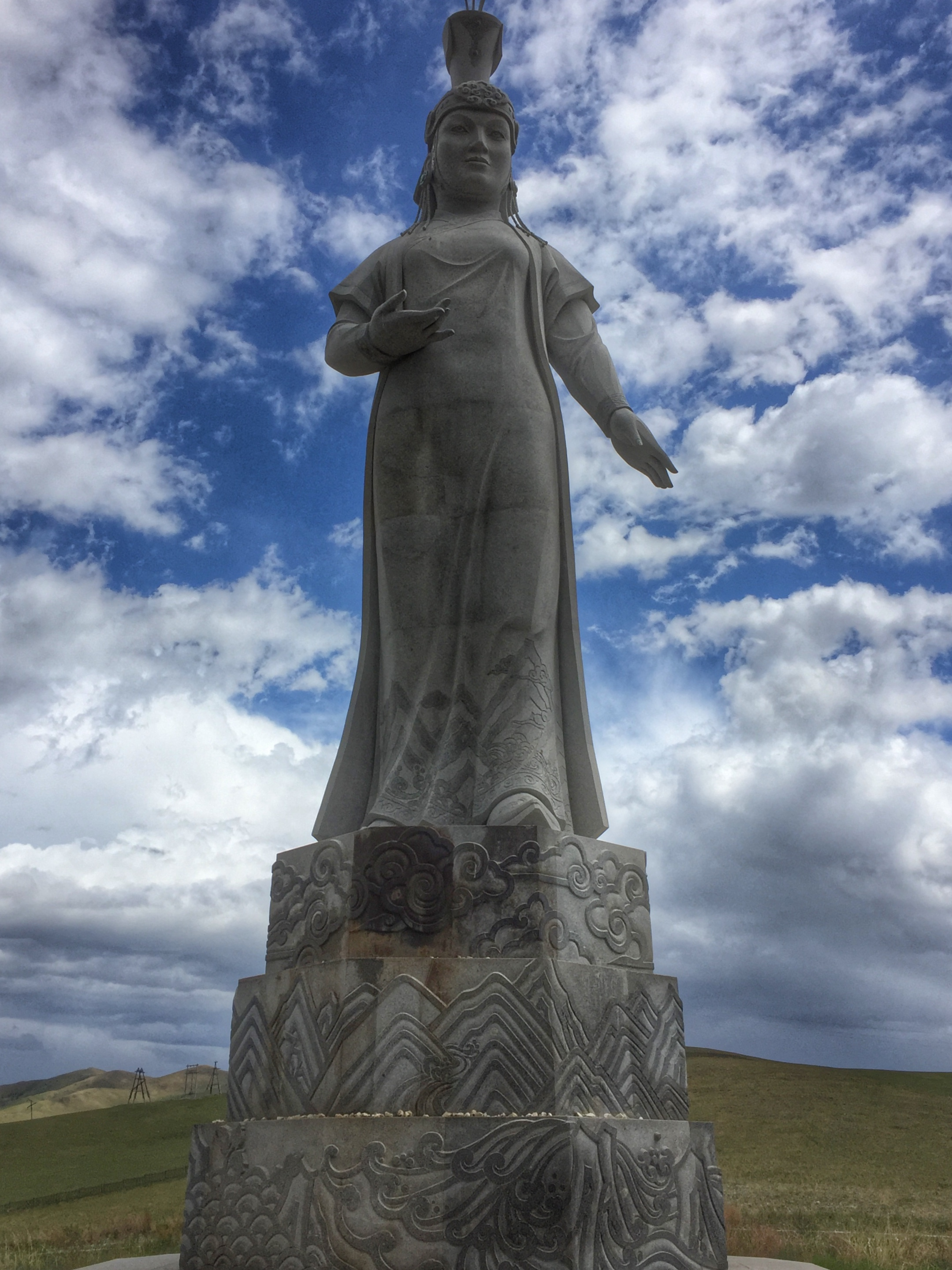
Tượng Ha Ngạch Luân, một phần của cụm công trình Tượng đài Thành Cát Tư Hãn trên lưng ngựa tại Tsonjin Boldog, Mông Cổ

Cái chết của Dã Tốc Cai đã làm rạn nứt tình đoàn kết giữa các thần dân dưới trướng ông, trong đó bao gồm các thành viên của bộ lạc Bột Nhi Chỉ Cân và Thái Xích Ô. Vì Thiết Mộc Chân chưa lên mười và Biệt Khắc Thiếp Nhi cũng mới chỉ hơn hai tuổi, không người con trai cả nào có khả năng chấp chính. Phía Thái Xích Ô cản trở Ha Ngạch Luân dự lễ cúng gia tiên theo sau cái chết của tộc trưởng, khiến bà phải bỏ trại ra đi. Bí sử thuật rằng cả bộ lạc Bột Nhi Chỉ Cân đã nhất quyết bỏ đi cùng bà, bất chấp sự phản đối của Ha Ngạch Luân. Rashid al-Din và Thánh Vũ thì ngụ ý rằng các phu đệ của Dã Tốc Cai ủng hộ chị dâu tới cùng. Có lẽ Ha Ngạch Luân đã từ chối nối dây với một trong những phu đệ của chồng quá cố, từ đó mà sinh ra mâu thuẫn về sau, hoặc tác giả của Bí sử đơn thuần là đã kịch tính hóa câu chuyện. Dù sao thì tất cả các nguồn sử liệu đều đồng ý rằng, hầu hết thần dân không chịu tuân phục gia tộc của Ha Ngạch Luân mà chọn theo Thái Xích Ô, và rằng gia đình của Ha Ngạch Luân bị sự kiện này đẩy đến đằng bần cùng. Sống theo lối săn bắt hái lượm, họ đào rễ hái củ, săn thú vật, bắt tôm cá để lót bụng qua ngày.
Căng thẳng dần nảy sinh giữa hai anh em lớn cùng cha khác mẹ. Cả Thiết Mộc Chân và Biệt Khắc Thiếp Nhi đều muốn kế ngôi cha: mặc dù Thiết Mộc Chân là đích tử của Dã Tốc Cai, Biệt Khắc Thiếp Nhi lại lớn hơn ông hai tuổi. Thậm chí có khả năng, theo luật nối dây, Biệt Khắc Thiếp Nhi sẽ cưới Ha Ngạch Luân ngay khi đủ tuổi và trở thành cha dượng trên danh nghĩa của Thiết Mộc Chân. Một phần bắt nguồn từ việc tranh giành tài nguyên, xung đột hai bên trở nên sâu sắc, lên đến cao trào khi Thiết Mộc Chân và em trai ruột Cáp Tát Nhi mai phục và giết chết Biệt Khắc Thiếp Nhi. Hành động kiêng kỵ này đã bị giấu khỏi tất cả các bộ chính sử, trừ Bí sử, trong đó kể rằng Ha Ngạch Luân đã rất phẫn nộ và mắng nhiếc con trai. Em trai ruột của Biệt Khắc Thiếp Nhi là Biệt Lặc Cổ Đài tuy vậy không tìm cách trả thù, sau thậm chí trở thành một trong những đồ đệ thân tín nhất của Thiết Mộc Chân bên cạnh Cáp Tát Nhi. Cũng trong khoảng thời gian này, Thiết Mộc Chân gặp gỡ Trát Mộc Hợp; Bí sử chép rằng họ đã trao nhau những shagai và mũi tên làm quà, rồi thề lời thề anda kết nghĩa anh em khi mới 11 tuổi.
Bởi vị thế gia đình kém hèn, Thiết Mộc Chân từng nhiều lần bị ngoại tộc bắt. Có lần bị giam cầm bởi tộc Thái Xích Ô, Thiết Mộc Chân lén chạy xuống sông Onon nhân lúc những kẻ giam cầm mở tiệc và ẩn nấp trong túp lều của Tỏa Nhi Hãn Thất Lạt. Vị ân nhân chứa chấp Thiết Mộc Chân trong ba ngày rồi giúp ông trốn thoát êm đềm. Lần khác ông được người tên Bác Nhĩ Truật giúp đỡ lấy lại những con ngựa bị trộm. Vị này sau đó gia nhập trại của Thiết Mộc Chân với tư cách là nökor ('bằng hữu'; pl. nökod) đầu tiên của ông. Những biến cố này, trích từ Bí sử, cho thấy tác giả của cuốn sách muốn nêu bật lên cái đức độ cá nhân của Thành Cát Tư.

## Nổi lên nắm quyền

### Dấy nghiệp

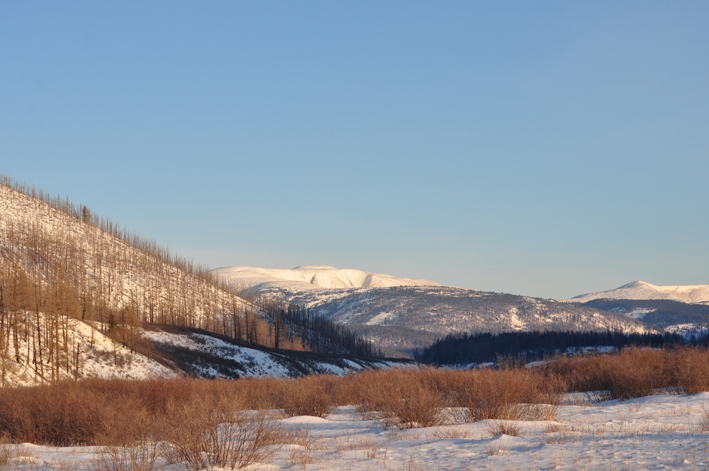
Núi Burkhan Khaldun, nơi Thiết Mộc Chân lánh nạn truy sát của tộc Miệt Nhi Khất, nay được hậu thế coi là chốn linh thiêng

Thiết Mộc Chân quay về chỗ Đặc Tiết Thiền để cưới Bột Nhi Thiếp khi đủ 15 tuổi. Hài lòng khi thấy con rể toàn mạng trở về, Đặc Tiết Thiền chấp thuận cuộc hôn nhân và đồng hành cùng cặp phu thê mới cưới về trại của Thiết Mộc Chân; tại đây, vợ Đặc Tiết Thiền là Čotan đã tặng Ha Ngạch Luân một chiếc áo choàng làm từ lông chồn zibelin. Mong muốn có một người đỡ đầu, Thiết Mộc Chân tặng lại chiếc áo cho Thoát Lý, hãn của bộ lạc Khắc Liệt, người từng sát cánh chiến đấu cùng Dã Tốc Cai và là anh em kết nghĩa của nhau. Thoát Lý cai trị vùng thảo nguyên trung tâm rộng lớn của Mông Cổ; vốn là người không tin tưởng đồ đệ của mình, ông ta đã rất hài lòng với món quà và chấp nhận bảo hộ cho bộ lạc của Thiết Mộc Chân. Khi liên minh ngày một gần gũi, Thiết Mộc Chân đã nhen nhóm gây dựng lực lượng trung thành và chiêu mộ được nhiều nökor như Giả Lặc Miệt về phía mình. Quanh thời điểm này, Thiết Mộc Chân và Bột Nhi Thiếp có với nhau một người con gái đầu lòng tên Hỏa Thần Biệt Cát.
Ít lâu sau, tầm 300 tay thổ phỉ Miệt Nhi Khất đột kích trại của Thiết Mộc Chân nhằm trả thù cho việc Dã Tốc Cai cướp Ha Ngạch Luân. Thiết Mộc Chân và anh em ông kịp thời trốn lên núi Burkhan Khaldun nhưng Bột Nhi Thiếp và Tốc Xích Cách Lặc bị bắt. Theo tục nối dây, Bột Nhi Thiếp sẽ được gả cho em trai của Xích Liệt Đô. Thiết Mộc Chân cầu viện Thoát Lý và anda thời thơ ấu Trát Mộc Hợp, người đã vươn lên trở thành thủ lĩnh của tộc Jadaran. Hai tộc trưởng bèn hưng 20.000 binh, đặt dưới quyền chủ soái Trát Mộc Hợp, cuộc chiến kết thúc với một thắng lợi chớp nhoáng. Bột Nhi Thiếp được giải thoát, bụng chửa và đẻ con trai tên Truật Xích; tuy Thiết Mộc Chân nuôi lớn đứa bé như con ruột, đồn đại xung quanh người cha thật đeo bám Truật Xích suốt đời. Việc này được thuật lại trong Bí sử và đối lập với phiên bản của Rashid al-Din mà trong đó cắt bỏ những chi tiết gây bất lợi cho hoàng tộc. Trong một thập kỷ rưỡi sau đó, Thiết Mộc Chân và Bột Nhi Thiếp có với nhau thêm ba người con trai (Sát Hợp Đài, Oa Khoát Đài, Đà Lôi) và bốn người con gái (Xà Xà Cán, A Lạt Hải, Thốc Mãn Luân, Giả Lập An Độn).
Thần dân của Thiết Mộc Chân và Trát Mộc Hợp hạ trại chung sống trong một năm rưỡi, tái khẳng định lời thề anda, ngủ đắp chung một tấm chăn theo Bí sử. Nguồn này cũng khẳng định đây là thời kỳ kết thân đằm thằm giữa hai người anh em kết nghĩa, song sử gia Ratchnevsky cho rằng Thiết Mộc Chân thực chất đã chấp nhận phụng sự dưới trướng Trát Mộc Hợp để đền ơn cuộc chiến chống tộc Miệt Nhi Khất trước đó. Căng thẳng nảy sinh và hai thủ lĩnh đường ai nấy đi, ngoài mặt là vì Trát Mộc Hợp bất đồng về nơi hạ trại. Dù gì đi chăng nữa, Thiết Mộc Chân nghe lời Ha Ngạch Luân và Bột Nhi Thiếp, tự túc gây dựng cơ đồ của mình. Hầu hết giới tinh hoa đi theo Trát Mộc Hợp, chỉ 41 người trong số đó theo Thiết Mộc Chân cùng nhiều thường dân khác: bao gồm Tốc Bất Đài và thành viên của các tộc Ô Lương Ha, Ba Lỗ Lạt Tai, Oát Lặc Hốt Nột cùng nhiều thị tộc khác. Nhiều người thấy thời cơ thăng tiến vì nhân cách vốn dĩ công bằng và rộng lượng của Thiết Mộc Chân, trong khi các thầy pháp Mông Cổ tiên tri rằng Trời đã chiếu cố cho ông một định mệnh lớn.

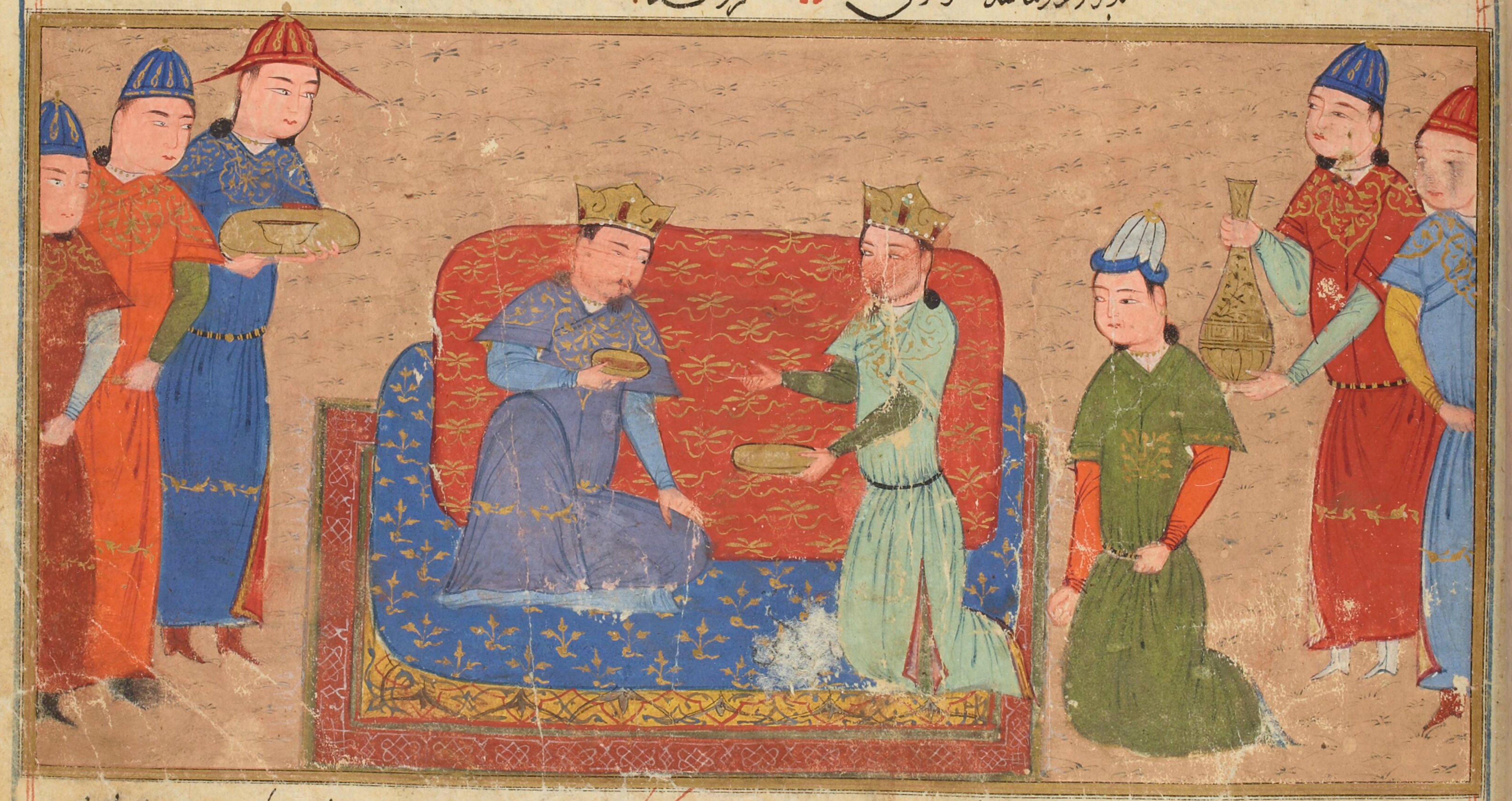
Tranh vẽ Thiết Mộc Chân và Thoát Lý trong bản thảo Jami' al-tawarikh thế kỷ thứ 15

Thiết Mộc Chân được quần thần tôn làm hãn của các tộc Mông Cổ. Thoát Lý hài lòng với tiến triển này, song Trát Mộc Hợp tỏ ra ức hận. Giọt nước tràn ly khiến vào năm 1187, hai thủ lĩnh đụng độ tại trận Dalan Baljut: hai phe tương đương lực lượng song Thiết Mộc Chân thất bại dưới tay Trát Mộc Hợp. Một số sử gia như Rashid al-Din khẳng định Thiết Mộc Chân thắng trận nhưng những thông tin kiểu này đều khá mâu thuẫn.
Các sử gia hiện đại như Ratchnevsky và Timothy May suy luận rằng, rất có thể Thiết Mộc Chân đã dành một thập kỷ sau trận Dalan Baljut làm liêu thuộc tại triều đình nhà Kim của người Nữ Chân ở Hoa Bắc. Triệu Công ghi nhận Thành Cát Tư Hãn từng có thời làm nô bộc của Kim. Tuy phát biểu này từng bị coi là thể hiện sự ngạo mạn dân tộc chủ nghĩa, các sử gia ngày nay cho rằng nó phần nào dựa trên thực tế, cụ thể là vì không một sử liệu nào khác đề cập đến hoạt động của Thiết Mộc Chân giữa trận Dalan Baljut và thời điểm k. 1195. Tự nguyện đày ải là tập tục thường thấy của các thủ lĩnh thảo nguyên bất mãn hoặc quan chức Trung Hoa bị thất sủng. Sự tái xuất của Thiết Mộc Chân với quyền lực đáng kể trong tay chứng tỏ ông đã trục lợi từ việc phụng sự Kim. Bởi lẽ về sau Thành Cát Tư Hãn và đồ đệ tiêu diệt nhà Kim, biến cố này, vốn bôi đen uy tín của Mông Cổ, đã bị cắt bỏ khỏi tất cả các bộ chính sử. Trái lại, Triệu Công không bị ràng buộc như vậy.

### Dẹp phản
Các nguồn sử liệu không thống nhất về thời điểm Thiết Mộc Chân quay lại thảo nguyên. Đầu mùa hè năm 1196, ông tham gia chiến dịch thảo phạt người Thát Đát của nhà Kim. Nhằm vinh danh công lao của Thiết Mộc Chân, nhà Kim đã truy tặng ông danh hiệu cha-ut kuri, trong tiếng Nữ Chân nghĩa là "bách binh chỉ huy". Cũng trong khoảng thời gian này, ông hỗ trợ Thoát Lý lên làm thủ lĩnh của tộc Khắc Liệt, khi đó đang nằm dưới sự kiểm soát của một người họ hàng của Thoát Lý với sự hậu thuẫn của tộc Nãi Man hùng mạnh. Các nước cờ của Thiết Mộc Chân vào năm 1196 về cơ bản đã thay đổi vị thế của ông trên chính trường thảo nguyên — tuy trên danh nghĩa là chư hầu của Thoát Lý, trên thực tế thì ông là đồng minh ngang hàng.
Trát Mộc Hợp hành động tàn bạo sau chiến thắng tại Dalan Baljut — theo một số nguồn, ông ta đã đun sôi đến chết 70 tù binh và hạ nhục tử thi của các thủ lĩnh phản trắc. Lượng lớn thần dân bất mãn, trong đó có tùy thần cũ của Dã Tốc Cai là Münglig và các con trai, đào trốn sang phe Thiết Mộc Chân, một phần cũng bị sự sung túc mới có của ông làm cho mê muội. Thiết Mộc Chân khuất phục tộc Jurkin, những kẻ mà trước đó đã làm nhục ông tại một bữa tiệc, và từ chối tham gia chiến dịch đánh Thát Đát. Sau khi xử tử các thủ lĩnh chống đối, ông cho phép Biệt Lặc Cổ Đài đánh gãy lưng một trong những tộc trưởng Jurkin tại lễ đấu vật dàn dựng. Vụ việc này, vốn đi ngược lại truyền thống công bằng của người Mông Cổ, chỉ được chép lại một cách bất bình trong Bí sử. Tất cả những sự kiện trên đều diễn ra quanh năm 1197.

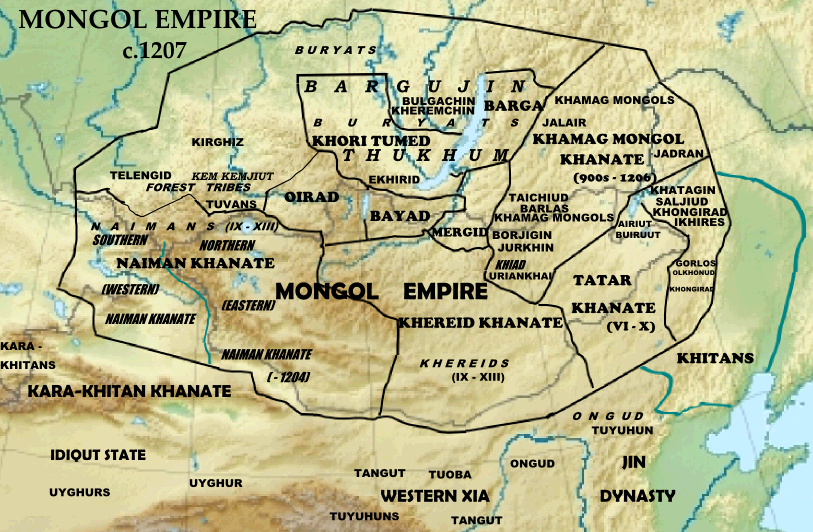
Các chính thể bộ lạc được thống nhất bởi Thiết Mộc Chân để thành lập Đế quốc Mông Cổ

Trong những năm tiếp theo, Thiết Mộc Chân và Thoát Lý liên tục công kích các tộc Miệt Nhi Khất, Nãi Man, và Thát Đát. Khoảng năm 1201, một nhóm các bộ tộc bất mãn bao gồm Hoằng Cát Lạt, Thái Xích Ô, và Thát Đát, thề nguyện phá vỡ liên minh Bột Nhi Chỉ Cân - Khắc Liệt, bèn lập Trát Mộc Hợp làm chủ soái và gurkhan (n.đ. 'hãn của các bộ lạc'). Sau vài thành công ban đầu, Thiết Mộc Chân và Thoát Lý đánh tan liên quân Trát Mộc Hợp tại Yedi Qunan; vị chủ soái bại trận đã phải van xin sự khoan hồng của Thoát Lý. Mong muốn thôn tính hoàn toàn miền đông Mông Cổ, Thiết Mộc Chân đánh bại tộc Thái Xích Ô và, vào năm 1202, tiêu diệt tộc Thát Đát; sau cả hai chiến dịch, ông xử tử các tộc trưởng và thu phục những chiến binh dưới quyền. Trong số đó có cựu ân nhân Tỏa Nhi Hãn Thất Lạt và một chiến binh trẻ tên Triết Biệt, người đã giết con ngựa của Thiết Mộc Chân trên chiến trường và hiên ngang không chối bỏ điều đó một khi đứng trước ông.
Sự hấp thụ tộc Thát Đát vào liên minh Thiết Mộc Chân để lại ba thế lực quân sự dư tàn trên thảo nguyên: tộc Nãi Man ở hướng tây, tộc Mông Cổ ở hướng đông và tộc Khắc Liệt nằm giữa. Nhằm củng cố vị thế của mình, Thiết Mộc Chân khuyên Truật Xích đính hôn con trai với một trong những người con gái của Thoát Lý. Do lời xui khiến của con trai Thoát Lý là Tang Côn, giới tinh hoa Khắc Liệt cho rằng đây là mưu kế nhằm thâu tóm bộ tộc của họ, ngoài ra đồn đại xung quanh tính bất chính của Truật Xích càng khiến họ cảm thấy bị sỉ nhục. Trát Mộc Hợp đồng thời cũng nhắc họ về mối đe doạ của Thiết Mộc Chân đối với tôn ti thảo nguyên truyền thống, sở dĩ vì thói truy tôn thường dân lên các chức tước cao quý, đi ngược lại chuẩn mực xã hội. Chấp nhận canh bạc này, Thoát Lý đã cố nhử Thiết Mộc Chân vào một cuộc mai phục cuối cùng, song kế hoạch bị bại lộ. Thiết Mộc Chân tập hợp một lượng nhỏ chiến binh để chống đỡ nhưng rốt cuộc vẫn bị đánh bại tại trận triền cát Qalaqaljid.

#### Hội thề Ban Chu Ni
| 至班朱尼河，餱糧俱盡，荒遠無所得食。會一野馬北來，諸王哈札兒射之，殪。遂刳革為釜，出火于石，汲河水煑而啖之。太祖舉手仰天而誓曰：「使我克定大業，當與諸人同甘苦，苟渝此言，有如河水。」將士莫不感泣。 | Đến sông Ban Chu Ni [Baljuna], hầu lương đều hết, nơi hoang viễn lại không có lương thực. Bỗng có con ngựa chạy lại từ hướng bắc, bị chư vương Ha Cáp Nhi [Cáp Tát Nhi] bắn chết. Bèn mổ da làm chảo, đánh lửa từ đá, múc nước sông để nấu rồi ăn. Thái Tổ [Thiết Mộc Chân] chỉ tay ngước trời và thề: "Nếu yên được đại nghiệp, ta cùng các ngươi sẻ chia cam khổ; nếu đổi lời, ta thành như nước sông." Tướng sĩ không ai không cảm khóc. |
| —Nguyên sử, quyển 120 | —Tạm dịch nghĩa tiếng Việt; tham khảo thêm bản tiếng Anh của Cleaves (1955:397) |

Rút về miền đông nam tại Ban Chu Ni, một con sông không rõ danh tính, Thiết Mộc Chân chờ đời các lực lượng của ông tụ họp: Bác Nhĩ Truật mất ngựa và buộc phải bộ hành tháo chạy, trong khi Oa Khoát Đài bị thương và được một chiến binh nổi bật tên Bác Nhĩ Hốt cứu chữa. Thiết Mộc Chân tập hợp tất cả những đồng minh còn lại và thề lời thề Ban Chu Ni. Những tướng sĩ hội họp ở đây bất đồng nhất về mọi phương diện — xuất thân từ 9 bộ lạc khác nhau, có kẻ theo Kitô giáo, kẻ theo Hồi giáo, kẻ theo Phật giáo — nhưng được thống nhất bởi sự trung thành với Thiết Mộc Chân và với nhau. Nhóm này đã trở thành hình mẫu cho xã hội của Đế quốc Mông Cổ về sau, được tác giả John Man mô tả như "[hình thức] tiền-chính phủ của một tiền-quốc gia". Bí sử không ghi nhận sự kiện này vì hầu hết những người có mặt tại hội thề có gốc gác ngoại tộc và tác giả có lẽ đã muốn hạ thấp sự đóng góp của các bộ lạc khác.

#### Đánh bại Thoát Lý và Trát Mộc Hợp
Áp dụng ruse de guerre với sự tham gia của Cáp Tát Nhi, Thiết Mộc Chân đánh bại Khắc Liệt sau ba ngày ròng tại Đồi Jej'er. Thoát Lý sống sót nhưng bị tộc Nãi Man bắt giết; con trai ông là Tang Côn tị nạn ở Tây Tạng. Thiết Mộc Chân hấp thụ giới tinh hoa Khắc Liệt vào lực lượng của mình; lấy Diệc Ba Hợp làm vợ, gả em gái là Toa Lỗ Hòa Thiếp Ni và cháu gái Thoát Cổ Tư cho con trai út Đà Lôi. Tộc Nãi Man, với lực lượng bổ sung của Trát Mộc Hợp và nhiều kẻ bại trận khác, triển quân để trả thù; Thiết Mộc Chân nắm được tình báo từ A Lạt Ngột, thủ lĩnh của tộc Uông Cổ. Tháng 5 năm 1204, tộc Nãi Man bị đánh tan tại trận Chakirmaut trên Dãy núi Altai: thủ lĩnh Tháp Dương Hãn bị chém, con trai ông là Khuất Xuất Luật chạy về phía tây. Tộc Miệt Nhi Khất bị tiễu trừ ít lâu sau; Trát Mộc Hợp, người bỏ mặc quân sĩ và trốn trận Chakirmaut, bị đồng đảng phản bội và giao nộp cho Thiết Mộc Chân. Theo Bí sử, Trát Mộc Hợp đã thuyết phục anda thời thơ ấu xử tử mình trong danh dự; các nguồn khác thì rằng ông đã bị phanh thây.

## Buổi đầu cai trị: cải cách và các chiến dịch tại Trung Quốc (1206–1215)

### Đại nghịKurultainăm 1206 và cải cách

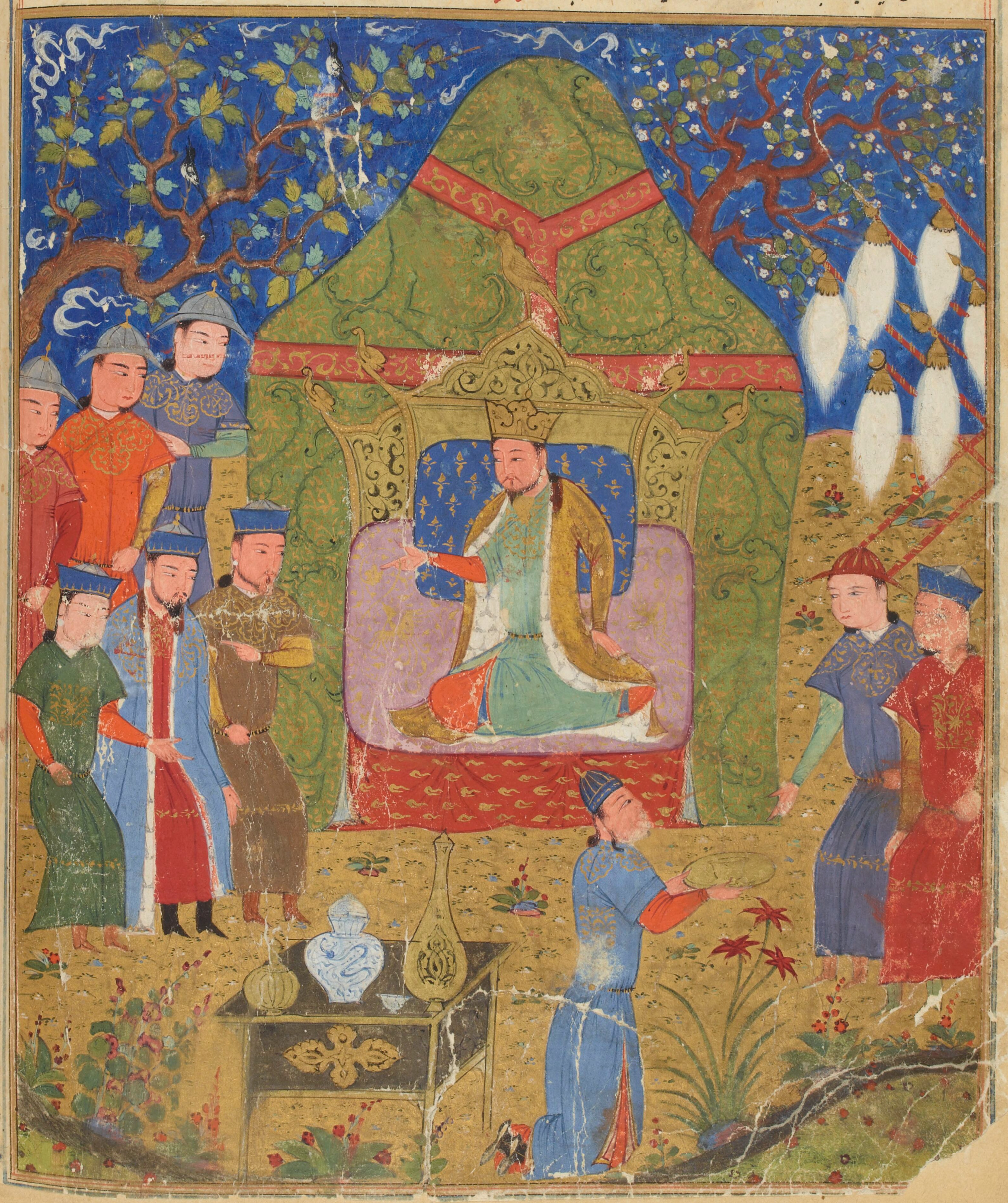
Tranh vẽ cảnh Thiết Mộc Chân thụ hiệu Thành Cát Tư Hãn trong bản thảo Jami' al-tawarikh thế kỷ thứ 15.

Đường đường là người duy nhất cai trị thảo nguyên rộng lớn, Thiết Mộc Chân cho triệu tập đại nghị kurultai ở thượng nguồn sông Onon vào năm 1206. Tại đây, ông lấy tôn hiệu Thành Cát Tư Hãn với ý nghĩa và gốc gác hiện không còn rõ. Một số nhà bình luận cho rằng bản thân tôn hiệu không có nghĩa gì hết, và đây đơn thuần thể hiện sự kiêng kị của Thiết Mộc Chân đối với tôn hiệu gurkhan truyền thống mà đối thủ Trát Mộc Hợp từng sử dụng. Giả thuyết thứ hai cho rằng "Thành Cát Tư" trong tiếng Mông Cổ thời bấy giờ nghĩa đen là sức mạnh, sự kiên quyết, cứng cáp, hoặc chính trực. Giả thuyết thứ ba thì cho rằng danh ngữ bắt nguồn từ gốc Turk tängiz 'biển cả', vậy "Thành Cát Tư Hãn" có thể được hiểu nôm na là 'hãn/vua của biển cả'; theo quan niệm thời xưa thì biển cả bao trùm toàn bộ thế giới, nên rốt cuộc ý nghĩa cả cụm là 'hãn/vua của tất thảy'.
Nắm trong tay hơn một triệu thần dân, Thành Cát Tư Hãn đã manh nha thực hiện một cuộc "cách mạng xã hội" theo cách nói của sử gia May. Vì hệ thống bộ lạc nhỏ lẻ truyền thống của người Mông Cổ chỉ đem lại ích lợi cho một nhóm các thị tộc và gia tộc thống trị nhất định, không phù hợp cho việc kiến lập một nhà nước quy mô lớn và cũng là nguyên do sâu xa khiến nhiều liên minh du mục tiền thân sụp đổ, Thành Cát Tư đã phát động một loạt các cải cách hành pháp nhằm dẹp bỏ uy quyền của các liên minh bộ lạc cũ, thay thế chúng bằng lòng trung thành tuyệt đối với duy nhất vị hãn và gia tộc cai trị. Vì hầu hết các thủ lĩnh cựu trào đã chết trong quá trình ông nổi lên nắm quyền, Thành Cát Tư giờ đây có thể nhào nặn xã hội Mông Cổ tùy theo ý mình. Theo đó, ông và gia đình nằm ở phẩm cấp cao nhất của xã hội, hay còn được gọi là altan uruq (n.đ. 'gia tộc vàng/hoàng tộc') hay chaghan yasun (n.đ. 'xương trắng'); quý tộc cựu trào và các thị tộc tân trào mới được thăng tiến nằm dưới một bậc và được gọi chung là qara yasun (n.đ. 'xương đen'; hay qarachu).
Nhằm phá vỡ khái niệm trung thành chỉ với bộ lạc máu mủ, xã hội Mông Cổ được tái cơ cấu thành một hệ thống đơn vị thập phân hết sức tinh vi. Tất cả đàn ông con trai trong độ tuổi từ 15 đến 70 được xếp vào các minqan (pl. minkad) tương đương 1.000 đinh, rồi chia tiếp thành các đội 100 đinh (jaghun, pl. jaghat) và 10 đinh (arban, pl. arbat). Đơn vị này bao hàm gia hộ của từng chiến binh, tức là mỗi một minqan quân sự sẽ được tiếp ứng bởi một minqan gia hộ, mối quan hệ mà được May ví như "một tổ hợp quân sự – công nghiệp". Mỗi minqan hoạt động như một tế bào chính trị và xã hội độc lập; chiến binh của các bộ lạc bại trận bị điều chuyển sang các minqad riêng lẻ để phòng ngừa nguy cơ họ nổi loạn như một khối. Điều này được thực hiện nhằm xóa bỏ khái niệm trung thành cũ, thay thế nó bằng ý thức trung thành với duy nhất một "Đại Mông Cổ quốc", với những tướng sĩ tài năng đức độ và vị hãn cầm đầu. Cuộc cải tổ đã tỏ ra hết sức hiệu quả — ngay cả khi Đế quốc Mông Cổ bị phân liệt thành nhiều mảnh, sự rạn nứt không bao giờ diễn ra ở ranh giới các bộ lạc cũ. Thay vào đó, sự cai trị của hậu duệ Thành Cát Tư Hãn vẫn được coi là không thể lay chuyển; chẳng hạn, muộn nhất tận cuối những năm 1700, các vương triều hùng mạnh của Thiếp Mộc Nhi và Edigu vẫn phải mượn danh con cháu Thành Cát Tư Hãn để cai trị đất nước đằng sau tấm màn phủ.
Các nökor kỳ cựu của Thành Cát Tư được cắt đặt quyền cao chức trọng. Bác Nhĩ Truật và Mộc Hoa Lê lần lượt được cất nhắc làm đại tướng hữu và tả quân, trong khi các nökor khác được giao phó trách nhiệm chỉ huy một trong 95 minqan còn lại. Như một minh chứng cho chính sách trọng dụng nhân tài của Thành Cát Tư, hầu hết tướng sĩ liêu thuộc của ông xuất thân đều rất hèn mọn: Ratchnevsky lấy ví dụ trường hợp của Giả Lặc Miệt và Tốc Bất Đài, những người con trai thợ rèn, thợ mộc, người chăn cừu, và thậm chí hai kẻ mục đồng đã bẩm báo cho Thiết Mộc Chân về âm mưu đánh úp của Thoát Lý hồi năm 1203. Đối với một số trường hợp đặc biệt, Thành Cát Tư cho phép tướng lĩnh mà ông ưu ái tích hợp thân tộc vào đơn vị. Ví dụ, A Lạt Ngột của tộc Uông Cổ được phép giữ lại 5.000 chiến binh thân tộc bởi vì con trai ông đã cưới một trong những người con gái của Thành Cát Tư là A Lạt Hải.
Một điểm nhấn khác của chính sách cải tổ này đó là sự mở rộng đội keshig (n.đ. 'kẻ được ban phước'). Sau khi đánh bại Thoát Lý vào năm 1203, Thiết Mộc Chân bắt chước thể chế cận vệ của tộc Khắc Liệt ở quy mô nhỏ, song tại đại nghị kurultai năm 1206, lực lượng này khuếch trướng từ 1.150 lên 10.000 lính. Keshig không chỉ có nhiệm vụ bảo vệ hãn, mà còn cả hoàng tộc, đồng thời hoạt động như một trường võ bị và bộ máy hành chính trung ương. Chiến binh trong đội ngũ tinh hoa này là anh em hoặc con trai của các tướng lĩnh quân đội (về cơ bản là những con tin màu mè). Tuy vậy, keshig vẫn được hưởng nhiều đặc quyền đặc lợi và có thể tiếp cận hãn mà không bị nghi ngờ. Các danh tướng như Tốc Bất Đài, Xước Nhi Mã Hán và Bái Trụ đều từng phục vụ trong đội keshig trước khi chỉ huy các đạo quân riêng.

### Củng cố quyền lực (1206–1210)
Trong những năm 1204–1209, Thành Cát Tư tập trung củng cố và xây dựng quốc gia non trẻ của mình. Thử thách đầu tiên đối với quyền lực của ông tới từ thầy pháp Khoát Khoát Xích, con trai của Münglig, tức chồng mới của Ha Ngạch Luân sau khi vị này đào thoát Thoát Lý sang phe Thiết Mộc Chân. Khoát Khoát Xích là người có vinh dự truy tôn Thiết Mộc Chân danh hiệu Thành Cát Tư Hãn và tự xưng là "Teb Tenggeri" (n.đ. 'toàn bộ bầu trời') tại đại nghị kurultai năm 1206. Ông ta rất có ảnh hưởng trong đời sống tâm linh của thần dân Mông Cổ và rắp tâm tìm cách chia rẽ hoàng tộc. Em trai ruột của Thành Cát Tư, Cáp Tát Nhi, trở thành mục tiêu đầu tiên của ông ta — vốn không được lòng anh trai, Cáp Tát Nhi đã bị hạ nhục và suýt chút nữa bị tống giam vì những lời sàm tố của Khoát Khoát Xích nếu Ha Ngạch Luân không đứng ra can ngăn và quát mắng Thành Cát Tư. Dẫu vậy, Khoát Khoát Xích tiếp tục chĩa mũi dùi hãm hại Thiết Mộc Cách, em trai út của Thành Cát Tư, khi vị này tỏ thái độ bênh vực Cáp Tát Nhi. Bột Nhi Thiếp thấy Khoát Khoát Xích là mối đe dọa lớn nên khuyên chồng tỉnh táo trừ khử ông ta. Nghe lời vợ, Thành Cát Tư cho phép Thiết Mộc Cách quyết định số phận của Khoát Khoát Xích, rồi tiếm quyền thầy pháp tối cao của ông ta.
Trong những năm tháng này, người Mông Cổ thắt chặt kiểm soát các khu vực phụ cận. Thành Cát Tư cử Truật Xích bắc tiến vào năm 1207 để thu phục các tộc Hoi-yin Irgen sống trong các tán rừng taiga Siberia. Sau khi đảm bảo một khế ước hòa thân với người Oirat và khuất phục người Kyrgyz Enisei, Truật Xích đã có thể kiểm soát hiệu quả tuyến giao thương ngũ cốc và lông thú, cũng như các mỏ vàng tại địa phương. Quân Mông sau đó tây tiến, tiêu diệt liên minh Nãi Man – Miệt Nhi Khất ven sông Irtysh cuối năm 1208. Hãn của họ bị giết và Khuất Xuất Luật một lần nữa bỏ chạy sang Trung Á. Năm 1211, dưới sự lãnh đạo của Barchuk, người Duy Ngô Nhĩ rũ bỏ ách đô hộ của Tây Liêu và thề trung thành với Thành Cát Tư, trở thành xã hội phi du mục đầu tiên quy thuận người Mông Cổ.

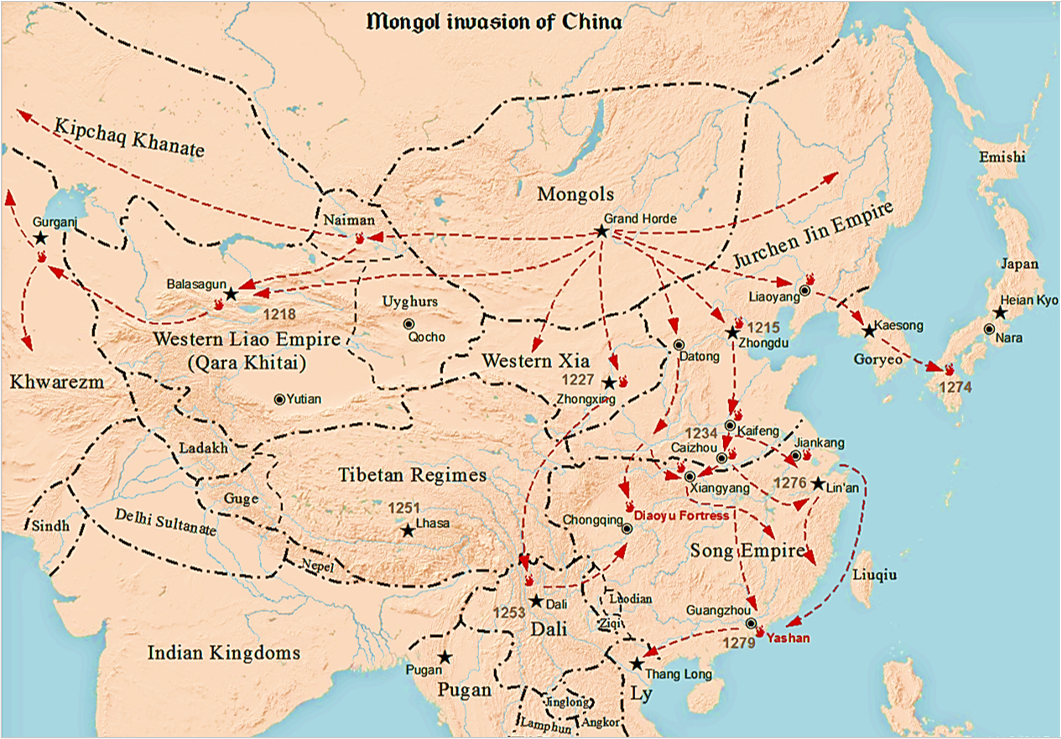
Các quốc gia ở Đông và Trung Á đầu thế kỷ thứ 13

Năm 1205, người Mông Cổ bắt đầu quấy nhiễu vùng biên ải vương quốc Tây Hạ của người Tangut, dường như là để trả đũa cho việc họ ngang nhiên chứa chấp con trai của Thoát Lý là Tang Côn. Những lời giải thích thô tục hơn thì cho rằng Thành Cát Tư muốn chấn hưng kinh tế với hàng hóa và gia súc mới, hoặc đơn thuần là đánh phủ đầu nhằm bảo vệ nhà nước Mông Cổ non trẻ. Phần lớn lực lượng Hạ được bố trí dọc biên giới phía nam và đông để chống đỡ các cuộc tiến công của Tống và Kim, trong khi phòng tuyến phía bắc chính là sa mạc Gobi. Sau thắng lợi của cuộc vây hãm Ô Hải vào năm 1207, Thành Cát Tư quyết định đích thân đánh chiếm Hạ vào năm 1209.
Quân Mông tái chiếm Ô Hải vào tháng 5, rồi tiến đánh kinh đô Trung Hưng (nay là Ngân Xuyên) nhưng gặp phải kháng cự ngoan cường của quân Hạ. Sau hai tháng bế tắc, Thành Cát Tư thực hiện kế giả vờ rút lui; một khi lực lượng Hạ từ bỏ vị trí phòng thủ, ông cho quân vòng lại và tiêu diệt các toán truy kích. Tuy phòng tuyến tại Trung Hưng đã suy yếu, quân Mông không sở hữu vũ khí công thành tối tân nên không thể tận dụng ưu thế một cách triệt để. Hạ cầu viện Kim nhưng Kim Chương Tông chối từ. Thành Cát Tư hạ lệnh xây đập điều nước Hoàng Hà vào thành phố, song công trình vỡ — có lẽ do bị Hạ quấy phá — vào tháng 1 năm 1210 và làm ngập khu trại đồn trú, buộc quân Mông phải rút lui. Hai bên đành hòa đàm: Tây Hạ Tương Tông quy thuận, chịu địa vị triếu cống và gả con gái để hòa thân, đổi lại thì quân Mông phải triệt thoái khỏi đất Hạ.

### Phạt Kim (1211–1215)
Hoàn Nhan Doãn Tế soán ngôi nhà Kim vào năm 1209; Doãn Tế là người đã nhiều năm chinh chiến trên thảo nguyên và Thành Cát Tư không ưa gì ông ta. Khi Doãn Tế đòi Mông Cổ quy thuận và nộp cống vào năm 1210, Thành Cát Tư đã gièm pha vị hoàng đế, phỉ nhổ và quay lưng với phái đoàn Kim. Bất chấp đối mặt với nguy cơ bị áp đảo một đối tám bởi 600.000 quân Kim, Thành Cát Tư đã chuẩn bị chu toàn cho thời khắc này từ năm 1206 khi ông biết rằng nội bộ của đối phương đang lung lay lục đục. Thành Cát Tư có hai mục đích khi phát động cuộc chiến này: nhằm trừng phạt mối tội quá khứ của nhà Kim, ví dụ như tội giết hại Yêm Ba Hài Hãn giữa thế kỷ thứ 12, đồng thời nhằm chiếm đoạt chiến lợi phẩm và tài nguyên.
Sau khi triệu tập kurultai vào tháng 3 năm 1211, Thành Cát Tư chính thức khởi động chiến dịch phạt Kim vào tháng 5, tiến đánh vòng cố thủ ngoại vi của Kim vào tháng 6. Những thành lũy trên tuyến này được trấn giữ bởi binh lính Uông Cổ của A Lạt Ngột, vốn đều trung thành với Thành Cát Tư; quân Mông do vậy vượt qua mà không gặp nhiều khó khăn. Đội quân xâm lược chia làm ba mũi kỵ binh tiến vào đất Kim, quần thảo cướp phá nhằm tiêu hao lương thảo của đối phương, chiêu dụ nhân dân và bình định các ải đèo nhằm mở đường tiến vào Bình nguyên Hoa Bắc. Nhà Kim đánh mất vô số thị trấn và đối mặt với nạn trở cờ liên miên, vụ nghiêm trọng nhất đã cho phép Mộc Hoa Lê chiến thắng trận Hoan Nhi Tủy vào mùa thu năm 1211. Thành Cát Tư cho hoãn binh vào năm 1212 sau khi bị trúng tên trọng thương trong cuộc vây hãm Tây Kinh (nay là Đại Đồng). Rút kinh nghiệm từ thất bại này, ông cho xây dựng một đội công binh gồm 500 kỹ sư Kim triều trong hai năm tiếp theo.
Phòng tuyến tại ải Cư Dung đã được Kim củng cố kể từ đợt xâm lược năm 1213, song một toán xung kích do Triết Biệt chỉ huy đã có thể xâm nhập và mai phục quân đồn trú, mở đường tới kinh đô của Kim là Trung Đô (nay là Bắc Kinh). Chính quyền trung ương của Kim tan rã từ đây: sau khi người Khiết Đan, thân phận vốn là chư hầu của Kim, nổi dậy làm phản, chỉ huy quân đồn trú tại Tây Kinh là Hồ Sa Hổ đã trở về Trung Đô, giết Doãn Tế và lập Kim Tuyên Tông làm hoàng đế để tiện thao túng quyền bính. Cuộc đảo chính đã đem lại lợi thế cần thiết cho Thành Cát Tư; tuy đang trên đà thắng lợi, quân Mông đã dàn trải quá mỏng lực lượng và để mất ưu thế chủ động trên chiến trường. Không thể làm gì khác ngoài án ngữ trước tường thành Trung Đô trong khi dịch bệnh và nạn đói đang hoành hành trong quân ngũ — theo Carpini, binh lính Mông Cổ thậm chí đã ăn thịt đồng loại vì hết lương thực, song đây nhiều khả năng là lời phóng đại — Thành Cát Tư đành cầu hòa bất chấp lập trường chủ chiến của các tướng lĩnh hạ thuộc. Kim dâng 3.000 thớt ngựa, 500 nô lệ, một cô công chúa, cùng một lượng lớn vàng và lụa, để đổi lại vào tháng 5 năm 1214, Thành Cát Tư thu binh về nước.
Vì miền bắc lãnh thổ Kim đã bị tàn phá nghiêm trọng, Tuyên Tông quyết định dời đô 600 kilômét (370 mi) về phía nam tới Khai Phong. Cho rằng đây là âm mưu của Kim nhằm xốc lại lực lượng và tái phát động cuộc chiến, Thành Cát Tư bèn xóa bỏ hòa ước và tức tốc quay lại đánh Trung Đô. Theo sử gia Christopher Atwood, chỉ lúc này Thành Cát Tư mới có ý định thôn tính toàn bộ miền Hoa Bắc. Mộc Hoa Lê đánh chiếm các thị trấn tại Liêu Đông vào mùa đông 1214–15; mặc dù Trung Đô đã đầu hàng vào ngày 31 tháng 5 năm 1215, quân Mông vẫn không nương tay cướp phá tan hoang thành phố. Thành Cát Tư trở về Mông Cổ vào năm 1216; Mộc Hoa Lê đóng quân ở lại, đánh Kim cho tới khi mất vào năm 1223.

## Buổi cuối cai trị: tây phạt và trở về Trung Quốc (1216–1227)

### Phạt Tây Liêu (1216–1218)
Năm 1207, Thành Cát Tư cắt đặt Qorchi cai quản các bộ lạc Hoi-yin Irgen ở Siberia. Qorchi yếu kém về chính trị, thường xuyên bắt cóc nữ nhi làm thế thiếp tiêu khiển, khiến những bộ lạc bản địa bất mãn nổi dậy và giam cầm ông ta vào năm 1216. Ngay năm sau, họ mai phục và giết chết Bác Nhĩ Hốt, một nökor thân cận của Thành Cát Tư. Tức giận trước mất mát này, vị hãn đã có ý định thân chinh trả đũa, song rốt cuộc chỉ cử Truật Xích và một chỉ huy người Dörbet đi thay. Quân Mông nhanh chóng đánh dẹp toán nổi loạn, bình định khu vực đặc biệt quan trọng về kinh tế này.
Khuất Xuất Luật, vương tử tị nạn của tộc Nãi Man hồi năm 1204, đã soán ngôi Tây Liêu ở Trung Á giữa năm 1211 và 1213. Ông được coi là một nhà cai trị hà khắc và tàn nhẫn, gây hiềm khích với thần dân Hồi giáo bằng chính sách ép buộc cải đạo Phật. Thành Cát Tư cho rằng Khuất Xuất Luật có thể trở thành mối nguy hại trong tương lai, bèn cử Triết Biệt cùng 20.000 thớt ngựa đánh Kashgar; thông qua việc tuyên truyền chính sách dung túng tôn giáo, đạo quân của Triết Biệt đã chiêu phục được giới tinh hoa bản địa về phía mình. Thất thế, Khuất Xuất Luật chạy xuống phía nam tới Dãy núi Pamir nhưng bị thổ dân bắt giữ. Triết Biệt chém đầu vị vương tử và trưng bêu xác khắp Tây Liêu, đồng thời tuyên bố chấm dứt sự áp bức tôn giáo dưới thời cựu triều.

### Phạt Khwarazm (1219–1221)

Các chiến dịch của Thành Cát Tư Hãn giữa năm 1207 và 1225

Thành Cát Tư hiện đã kiểm soát hoàn toàn phần phía đông của Con đường Tơ lụa, có biên tế áp sát Đế quốc Khwarazm, chính thể mà bấy giờ cai trị phần lớn Trung Á, Ba Tư và Afghanistan. Giới thương gia ở cả hai bên đầu mút đều đã nóng lòng muốn trao đổi trở lại, hoạt động mà bấy lâu bị ngưng trệ dưới thời cai trị của Khuất Xuất Luật; vua Khwarazm là Muhammad II đã cử một thương đoàn xuất hành ngay sau khi Trung Đô thất thủ, trong khi Thành Cát Tư đã ra chỉ huấn cho các thương gia của mình thu mua lụa và sắt tốt từ Trung và Tây Á. Nhiều thành viên của altan uruq đã đầu tư vào một phái đoàn gồm 450 thương nhân đem theo nhiều gồm sứ, được cử tới Khwarazm vào năm 1218. Thống đốc của Khwarazm tại thị trấn biên tiền Otrar là Inalchuq đã tự ý ra lệnh tàn sát thương đoàn này dựa trên cáo buộc gián điệp và cướp hết số hàng họ mang theo; Muhammad, vốn đã hồ nghi ý đồ của Thành Cát Tư Hãn từ lâu, dung túng hoặc làm ngơ trước hành động phá lệ của liêu thuộc. Một sứ đoàn Mông Cổ khác được cử đi để giải tỏa căng thẳng, song Muhammad tiếp tục cho giết kẻ đứng đầu và hạ nhục những kẻ còn lại. Vụ việc khiến Thành Cát Tư hết sức phẫn nộ, ông liền cho Hoa Mộc Lê ở lại trấn giữ miền Hoa Bắc và khởi binh trừng phạt Khwarazm.
Đế quốc của Muhammad tuy rộng lớn nhưng thiếu đoàn kết: ông ta cai trị cùng thân mẫu Terken Khatun trong một cơ cấu mà sử gia Peter Golden gọi là "lưỡng đầu chế phiền phức", với những chính sách tập trung hóa và gây hấn không được lòng giới quý tộc và dân chúng. Vì những lý do đã nêu cùng nhiều nguyên nhân khác, Muhammad không nghênh chiến với quân Mông mà chỉ đồn trú binh lính bất tuân phục trong các thành trì. Điều này cho phép khinh kỵ binh Mông Cổ phát huy tối đa lợi thế cơ động bên ngoài tường thành. Cuộc chiến mở màn với trận vây hãm Otrar vào mùa thu năm 1219, kéo dài ngót năm tháng và kết thúc với thắng lợi cuối cùng của Mông Cổ vào tháng 2 năm 1220; Inalchuq rốt cuộc bị xử tử. Hẵng lúc còn bủa vây, Thành Cát Tư đã chia lực lượng thành nhiều mũi công kích để mở rộng mặt trận: giao phó quân đồn trú bên ngoài Otrar cho Sát Hợp Đài và Oa Khoát Đài, cử Truật Xích bắc tiến dọc sông Syr Darya và một đạo khác xuống nam vào trung tâm Transoxiana, trong khi ông và Đà Lôi dẫn đại quân vượt Sa mạc Kyzylkum hòng tụ lại và khép gọng kìm ở Bukhara.

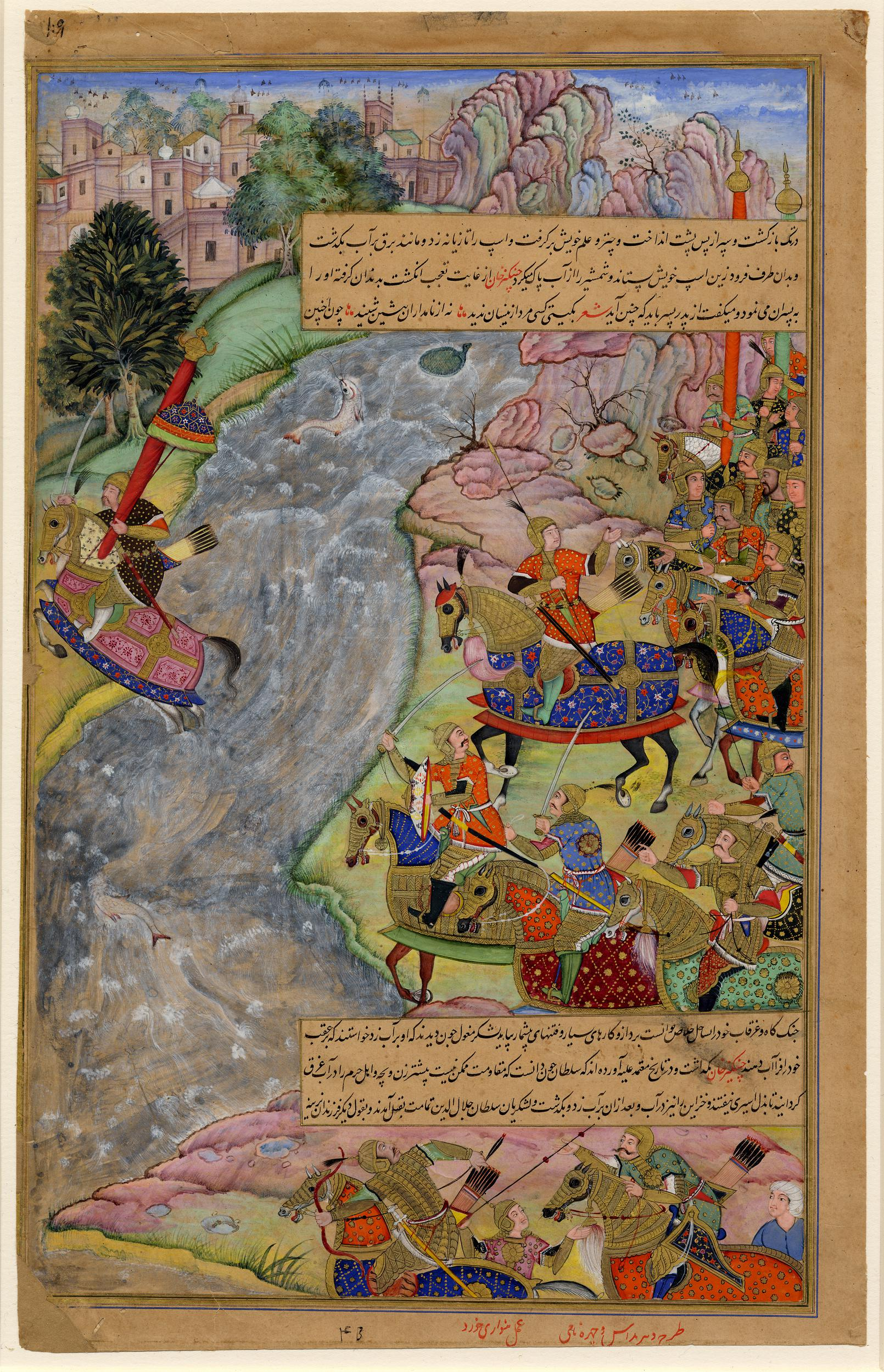
Minh họa cảnh Jalal al-Din vượt sông Ấn, từ một bản thảo Jami al-tawarikh thế kỷ thứ 17

Thành Cát Tư nhanh chóng hạ thành Bukhara vào tháng 2 năm 1220, rồi tiến đánh cung điện của Muhammad ở Samarkand, hạ thành này trong tháng tiếp theo. Hoảng hồn trước tốc độ tiến công vũ bão của quân đội Mông Cổ, Muhammad bỏ Balkh cao chạy xa bay trong khi Triết Biệt và Tốc Bất Đài truy kích sát nút ở phía sau. Hai viên tướng Mông Cổ lần theo vua Khwarazm cho tới khi ông ta chết vì bệnh tiêu chảy trên một hòn đảo ở Biển Caspi vào mùa đông 1220–21; ngôi vị được kế thừa an toàn bởi thái tử Jalal al-Din. Triết Biệt và Tốc Bất Đài vạch ra kế hoạch viễn chinh 7.500 kilômét (4.700 mi) xung quanh Biển Caspi; được hậu thế mệnh danh là Cuộc đại viễn phạt, chiến dịch kéo dài tất thảy bốn năm và đánh dấu lần đầu tiên người Mông Cổ tiếp xúc với châu Âu. Song song với đó, ba người con trai cả của Thành Cát Tư đang dốc sức công hạ thành Gurganj, đế đô của Khwarazm. Cuộc vây hãm dai dẳng kết thúc vào mùa xuân năm 1221 với một trận đánh nội ô khốc liệt. Jalal al-Din đành chạy xuống Afghanistan, chiêu mộ binh lính trên đường thoái lui, đánh tan đạo quân Mông dưới trướng con trai nuôi của Thành Cát Tư là Thất Cát Hốt Đồ Hốt tại trận Parwan. Tuy nhiên, do nội bộ tướng sĩ bị chia rẽ sâu sắc, Jalal đã thất trận trên sông Ấn vào tháng 11 năm 1221, khoảnh khắc quyết định mà đã buộc ông phải tị nạn ở Ấn Độ.
Con trai út của Thành Cát Tư, Đà Lôi, bấy giờ đang thực hiện một chiến dịch tuần tiễu tàn khốc tại Khorasan, làm cỏ bất cứ thành trì nào dám kháng cự — Nishapur, Merv và Herat, ba thành phố lớn và giàu có bậc nhất thế giới thời bấy giờ, đều bị cướp phá tan hoang. Chiến dịch này đã định hình Thành Cát Tư Hãn như một nhà chinh phạt vô nhân đạo, tàn nhẫn. Các sử gia Ba Tư đương thời ước tính số người chết theo sau ba cuộc vây hãm là vào khoảng 5,7 triệu — con số mà bị cho là thổi phồng quá mức theo các sử gia hiện đại. Dù sao đi chăng nữa, với 1,25 triệu người chết trong tổng thể chiến dịch, như theo ước đoán của sử gia John Man, đây vẫn bị coi là một thảm họa nhân khẩu đáng kể.

### Trở về Trung Quốc và chiến dịch cuối cùng (1222–1227)
Thành Cát Tư bất ngờ cho hoãn chiến dịch Trung Á vào năm 1221. Ban đầu định trở về bằng lối Ấn Độ, Thành Cát Tư nhận ra rằng khí hậu oi bức của Nam Á sẽ cản trở bước tiến của đại quân. Tuy người Mông Cổ dành phần lớn năm 1222 bình định vùng Khorasan, họ rốt cuộc phải thoái lui để tránh căng dãn lực lượng trên một khu vực rộng lớn, theo đó lấy sông Amu Darya làm biên giới xa nhất. Trên đường về, Thành Cát Tư thiết lập bộ máy cai trị mới, cắt cử các darughachi (n.đ. 'người dập ấn') và basqaq coi sóc các vùng lãnh thổ mới giành được. Ông cũng cho triệu tập và trò chuyện với Đạo sĩ Trường Xuân Tử tại dãy Hindu Kush. Thấm thía lời dạy của vị giáo chủ, ông đã ban cho các Đạo sĩ dưới trướng Trường Xuân Tử nhiều đặc quyền đặc lợi, bao gồm quyền được miễn thuế và kiểm soát tất cả các đạo sĩ bên trong đế quốc — ân huệ mà giới Đạo giáo cố lợi dụng để lấy lại uy thế trước Phật giáo.
Lý do hoãn binh của Thành Cát Tư thường được cho là liên quan đến Tây Hạ, quốc gia mà đã không cung cấp lực lượng cho cuộc viễn chinh năm 1219 của Mông Cổ, nay lại bất tuân Mộc Hoa Lê trong chiến dịch tiễu trừ tàn dư của Kim triều ở Thiểm Tây. Sử gia May không tán thành với lý giải này, luận rằng Tây Hạ đã sát cánh cùng Mộc Hoa Lê cho tới tận khi ông mất vào năm 1223, thời điểm mà, do cảm thấy bị bó buộc với người Mông Cổ và nhận thấy thời cơ khi Thành Cát Tư còn đang ở Trung Á, họ quyết định ngừng chiến đấu. Dù sao đi chăng nữa, Thành Cát Tư đã ngỏ ý giải quyết xung đột bằng ngoại giao, song giới cầm quyền Tây Hạ không kịp thời đưa ra đối sách, khiến vị hãn không thể kiên nhẫn thêm nữa.
Trở về Mông Cổ vào năm 1225, Thành Cát Tư dành một năm để chuẩn bị lực lượng cho cuộc thảo phạt Tây Hạ, mở màn vào những tháng đầu tiên của năm 1226 với sự sụp đổ của thành Ha Lạp Hạo Đặc ở biên giới phía tây của Hạ. Chiến dịch được thực hiện với nhịp độ chớp nhoáng. Thành Cát Tư hạ lệnh làm cỏ bất cứ thành trì nào tọa lạc trong Hành lang Hà Tây. Vượt Hoàng Hà vào mùa thu, quân Mông tấn công Linh Vũ vào tháng 11, cách thủ đô Ngân Xuyên của Hạ 30 kilômét (19 mi) về phía nam. Ngày 4 tháng 12, Thành Cát Tư đánh tan một đạo quân cứu viện của Hạ. Vị hãn sau đó trao quyền chỉ huy cuộc vây hãm cho các tướng lĩnh hạ thuộc rồi di chuyển xuống phía nam cùng Tốc Bất Đài để cướp phá và bình định lãnh thổ Kim.

## Cái chết và hệ quả

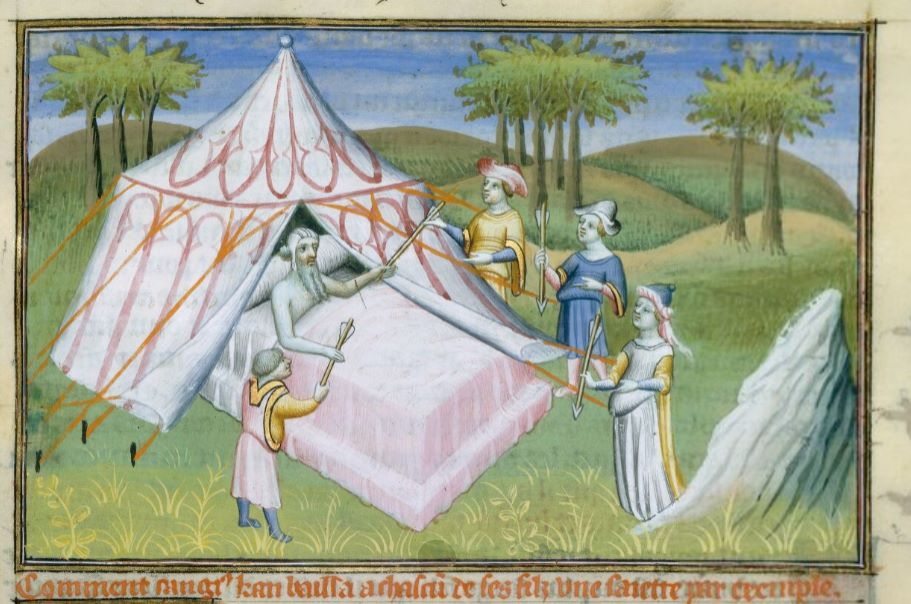
Thành Cát Tư Hãn trên giường bệnh dặn dò các hoàng tử, tiểu họa thế kỷ thứ 15 trong cuốn Livre des merveilles manuscript của Marco Polo.

Thành Cát Tư ngã ngựa trong một chuyến đi săn vào mùa đông 1226–27 và đổ bệnh nặng suốt mấy tháng tiếp theo, làm trì hoãn cuộc vây hãm Trung Hưng đang diễn ra đồng thời. Các hoàng tử và tướng quân thúc giục ông khép lại chiến dịch để về Mông Cổ dưỡng bệnh, nói lý rằng quân Hạ vẫn sẽ ở yên đó cho tới năm sau. Tức giận trước lời lăng mạ của tướng Hạ thủ thành, Thành Cát Tư cho tiếp tục cuộc vây hãm bất chấp bệnh tình. Ông băng hà vào ngày 18 hoặc 25 tháng 8 năm 1227 song việc này được giữ kín; thành Trung Hưng thất thủ vào tháng sau mà không hay biết hãn của đối phương đã chết. Dân chúng trong thành bại trận bị quân Mông thảm sát dã man — nền văn minh Hạ bị hủy diệt theo cách mà tác giả Man đánh giá là một cuộc "diệt tộc rất thành công". Có nhiều giả thuyết trong giới sử học về nguyên do cái chết của Thành Cát Tư: Rashid al-Din và Nguyên sử đề cập đến thứ bệnh có lẽ là sốt rét, typhus phát ban, hoặc dịch hạch; Marco Polo thì khẳng định ông đã bị một mũi tên bắn trúng lúc xông trận, còn Carpini kể rằng ông đã bị sét đánh. Miệng đời cũng truyền nhau lời đồn xung quanh đời sống tình dục của ông — nổi tiếng nhất là chuyện hoàng hậu Hạ Gurbelchin đã dùng một con dao cắt phải bộ phận sinh dục của Thành Cát Tư trong lúc hai người ân ái.
Thi hài Thành Cát Tư được đưa về Mông Cổ và chôn cất ở đâu đó gần đỉnh Burkhan Khaldun thuộc Dãy núi Khentii đúng như ý nguyện của vị hãn. Không có ghi chép chi tiết nào về tang lễ này; không một ai ngoài vệ binh thuộc tộc Ô Lương Hải được phép tiếp cận ngọn núi cấm địa ikh khorig (n.đ. 'đại kiêng kỵ
') mà Thành Cát Tư yên nghỉ. Khi Oa Khoát Đài lên ngôi vào năm 1229, ông truyền mệnh dành ra ba ngày cúng viếng và hiến tế 30 nô tì tại khu mộ. Ratchnevsky suy đoán rằng người Mông Cổ, vốn không biết gì về kỹ thuật ướp xác, có lẽ đã tạm chôn vị hãn ở Ordos trong hành trình trở về Mông Cổ để tránh việc thi hài bị phân hủy dưới sức nóng mùa hè; tuy vậy Atwood bác bỏ giả thuyết này.

### Truyền ngôi
Các bộ lạc thảo nguyên Mông Cổ không tuân theo một hệ thống kế thừa cố định nào. Thường thì người con trai út sẽ tiếp nối thân phụ, bởi vì chúng có ít thời gian nhất trong số các anh em để chiêu mộ tùy thần và gây dựng cơ đồ. Tuy nhiên, luật kế thừa kiểu này chỉ áp dụng cho tài sản, không phải tước hiệu.
Bí sử chép rằng Thành Cát Tư đã ấn định trữ quân ngay trước chiến dịch phạt Khwarazm vào năm 1219; Rashid al-Din, thay vào đó, khẳng định ông đưa ra quyết định này trước chiến dịch phạt Hạ. Dù gì đi chăng nữa, Thành Cát Tư có năm lựa chọn: bốn hoàng tử và hoàng đệ Thiết Mộc Cách. Tuy nhiều khả năng Truật Xích không phải máu mủ ruột rà, bản thân Thành Cát Tư không quá quan trọng chuyện con đẻ con nuôi; dù vậy, ông và Truật Xích đã dần trở nên xa cách vì mối bận tâm của con trai đối với phần chia thái ấp của mình. Sau trận vây hãm Gurganj, Truật Xích từ chối chia chác chiến lợi phẩm như thường lệ với phụ hãn, góp phần làm trầm trọng thêm mâu thuẫn giữa hai cha con. Thành Cát Tư tức tối hơn khi Truật Xích không chịu tuân lệnh về diện kiến vào năm 1223; ông tính cử Oa Khoát Đài và Sát Hợp Đài đi trị tội nhưng đích trưởng tử không may đã chết bệnh.
Thái độ khinh bỉ Truật Xích của Sát Hợp Đài — người từng lăng mạ hoàng huynh của mình là "thằng con hoang Miệt Nhi Khất" và thậm chí đã có lần đánh nhau với anh trai trước mặt phụ hãn — đã khiến Thành Cát Tư đánh giá con trai thứ của mình là người có đầu óc hẹp hòi, ngoan cố và ngạo mạn, mặc cho hiểu biết sâu rộng của nó về bộ luật Mông Cổ. Hai lựa chọn chừa lại là Oa Khoát Đài và Đà Lôi; giữa hai người này, Đà Lôi có tài cầm binh vượt trội hơn — chiến dịch của ông tại Khorasan đã làm tan vỡ Đế quốc Khwarazm hết sức hiệu quả. Trong khi đó, Oa Khoát Đài có tật nghiện rượu, ngay cả khi đem so với tiêu chuẩn của người Mông Cổ — ông rốt cuộc chết vì rượu vào năm 1241. Tuy nhiên, Oa Khoát Đài cũng sở hữu nhiều phẩm chất mà không người anh em nào khác có — ông là người lành tính và được lòng dân chúng. Nhận thức rõ sự yếu kém của mình trong khoản binh đao, Oa Khoát Đài bù đắp vào đó sự tin tưởng vào quyết định của bộ tướng, và không như những hoàng huynh, ông sẵn sàng thỏa hiệp nếu bất đồng nảy sinh. Ngoài ra, ông có khuynh hướng bảo tồn truyền thống Mông Cổ hơn người em trai Đà Lôi, vốn do vợ Đà Lôi tên Toa Lỗ Hòa Thiếp Ni theo Kitô giáo Nestorius và vì vậy dung túng ngoại đạo như Hồi giáo. Vì những lý do trên, Oa Khoát Đài được coi là người xứng đáng kế vị ngai hãn.

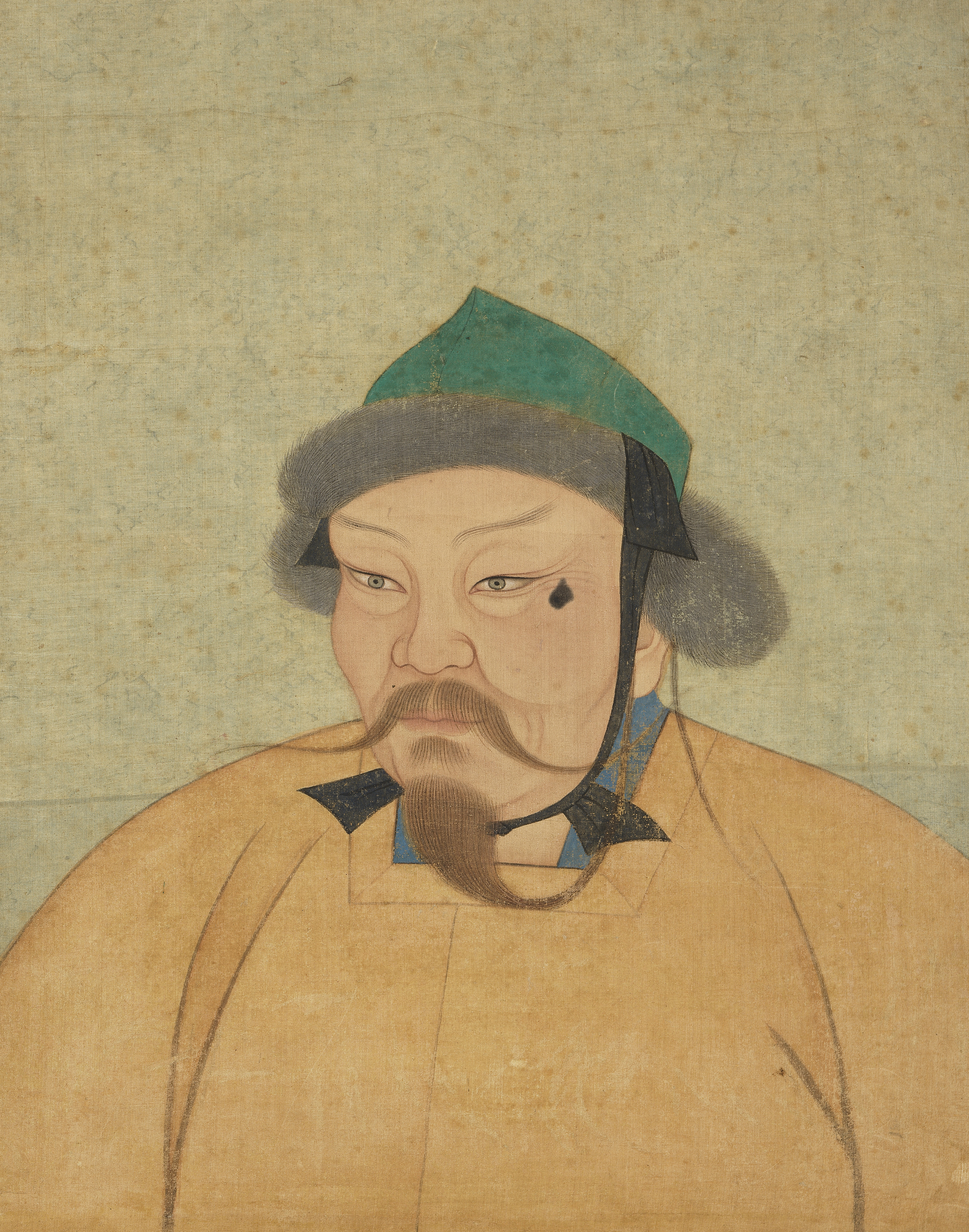
Chân dung vẽ Oa Khoát Đài thời nhà Nguyên, con trai thứ ba và người kế vị rốt cuộc của Thành Cát Tư

Phụng sự trên vai trò nhiếp chính sau khi phụ thân qua đời, Đà Lôi thiết lập truyền thống hoãn binh sau mỗi cái chết của đại hãn cầm đầu. Việc này bao gồm sự trì hoãn tất cả các chiến dịch quân sự sử dụng binh lính Mông Cổ, ấn định một khoảng thời gian để tang do nhiếp chính chủ trì, và triệu tập một hội đồng kurultai để bầu ra người kế vị. Đối với Đà Lôi, đây là cơ hội để ông có thể giành lấy ngôi hãn một cách chính danh với sự hậu thuẫn của vây cánh Truật Xích. Tuy nhiên, bất kể một kurultai nào, có sự tham dự của các bộ tướng mà Thành Cát Tư Hãn đã cắt đặt và vinh danh, sẽ vô hình chung chấp thuận di nguyện của chủ soái quá cố và suy tôn Oa Khoát Đài làm người kế vị. Có ý kiến cho rằng Đà Lôi đã cố tình trì hoãn tổ chức đại nghị kurultai vì biết rằng điều đó sẽ là trở lực lớn lao đối với tham vọng vương quyền của bản thân ông. Rốt cuộc, Đà Lôi đã nhượng bộ và giao cho Gia Luật Sở Tài quán xuyến đại nghị kurultai năm 1229; tại đây, Oa Khoát Đài được quần thần suy tôn làm hãn trước sự chứng kiến của Đà Lôi.

## Ngoại hình, nhân cách và công trạng
Không còn tồn tại bất cứ một miêu tả tận mắt hay đương thời nào về ngoại hình của Thành Cát Tư Hãn. Sử gia Ba Tư Juzjani và nhà ngoại giao Tống triều Triệu Công chỉ để lại một vài miêu tả phân mảnh, chắp ghép từ nhiều nguồn. Theo đó, cả hai đều ghi nhận Thành Cát Tư là người cao ráo với thân hình khỏe mạnh. Triệu Công cho rằng Thành Cát Tư có lông mày rộng và râu dài, còn Juzjani bình phẩm về đôi mắt giống mèo của ông và rằng ông không có một cọng tóc bạc nào trên đầu. Bí sử thì chép, cha của Bột Nhi Thiếp, trong lần đầu gặp gỡ Thành Cát Tư, đã để ý đến "đôi mắt lấp lánh và gương mặt đầy sức sống" của con rể tương lai.
Atwood đánh giá rằng, nhiều giá trị mà Thành Cát Tư Hãn cổ vũ, đơn cử như việc kiến thiết một xã hội trật tự kỷ cương, vốn bắt nguồn từ thời niên thiếu đầy biến động của ông. Thành Cát Tư quý trọng lòng trung thành hơn tất thảy và sự trung thực giữa người với người đã trở thành hòn đá tảng đạo đức cho quốc gia mới của ông. Thành Cát Tư không gặp khó khăn trong việc phủ dụ đồng minh: ông có sức hút lãnh đạo thiên bẩm từ nhỏ, bằng chứng là những người bằng hữu thề nguyện theo ông từ thời cơ hàn. Tuy khó có thể chiếm trọn lòng tin của ông, nếu Thành Cát Tư thấy rằng sự trung thành là thật thà, ông sẵn sàng đón nhận và đối đãi tương xứng. Được công nhận là người tử tế và rộng lượng với đồ đệ, Thành Cát Tư không ngần ngại hậu đãi cho các ân nhân trong quá khứ. Những nökor được tôn vinh tại kurultai vào năm 1206 đều là những vị đã đồng hành cùng ông từ buổi đầu và cùng thề với ông lời thề Ban Chu Ni. Ông chăm lo cho gia đình của những nökor bị chết trận hoặc đơn thuần là những gia đình không may rơi vào cảnh cơ cực bằng cách tăng thuế để mua và ban phát áo quần cũng như nhu yếu phẩm cho họ.
| 制曰：天厭中原，驕華大極之性。朕居北野，嗜欲莫生之情。反樸還淳，去奢從儉，每一衣一食，與牛豎馬圉共弊同饗。視民如赤子，養士若兄弟，謀素和，恩素畜，練萬眾以身人之先，臨百陣無念我之後。[...] | Chiếu rằng: Trời chán Trung Nguyên bởi thói xa hoa, kiêu căng đến tột cùng. Trẫm sống nơi đất hoang phương Bắc, lòng không sinh dục vọng. Trở về với sự mộc mạc, giản dị, từ bỏ xa xỉ, theo lối tiết kiệm, nhường ăn sẻ áo với kẻ chăn trâu, bọn bồi ngựa. Trẫm coi dân như con đỏ, nuôi kẻ sĩ như anh em, lấy hòa khí làm gốc, ân tình làm nền tảng. Dạy muôn chúng phải vì bản thân trước tất, lâm trăm trận rồi mới nhớ đến ta. [...] |
| —Chuyết canh lục, quyển 10, 3a; hay thư Thành Cát Tư gửi Đạo sĩ Trường Xuân Tử | —Tạm dịch nghĩa tiếng Việt; tham khảo thêm bản lược dịch tiếng Anh trong Ratchnevsky (1991:149) |

Nguồn lợi tức chính của các bộ lạc thảo nguyên là tài vật cướp bóc được sau mỗi trận chiến và thường thì người thủ lĩnh sẽ được hưởng phần béo bở nhất. Thành Cát Tư không theo tập tục này, luôn luôn chia chác chiến lợi phẩm với các tùy tòng. Ông không ưa lối sống xa hoa vô độ mà tán dương sự mộc mạc giản dị trong lá thư gửi Trường Xuân Tử, khước từ những lời nịnh nọt bợ đỡ của quần thần. Thành Cát Tư khuyến khích tùy tòng xưng hô với ông bằng ngôn ngữ thông tục, tự do bày mưu hiến kế và phê phán lỗi lầm của ông. Sự cởi mở đối với chỉ trích và sự sẵn lòng học hỏi của Thành Cát Tư không phân biệt giữa người thân hay bằng hữu, lân bang hay kẻ thù. Ông tiếp nhận và cải tiến các loại vũ khí của Trung Hoa và thế giới Hồi giáo, sung dụng chữ Duy Ngô Nhĩ thành chữ Mông Cổ với sự giúp đỡ của Đáp Đáp Thống A, tuyển chọn nhân sĩ có kiến thức về đa dạng các ngành nghề như pháp luật, giao thương, và hành chính. Ông cũng thấu hiểu tầm quan trọng của một quá trình nối ngôi thuận lợi và hầu hết sử gia hiện đại đánh giá rằng Thành Cát Tư đã rất tinh tường trong việc chọn người kế vị.
Tuy ngày nay thường được biết đến như là một nhà quân sự tài ba, trên thực tế ta biết rất ít về thực lực chỉ huy quân sự của Thành Cát Tư. Tài năng của ông dường như là ở chỗ biết chọn và dùng người. Thiết chế tuyển cử người tài trong hàng ngũ thống soái mà Thành Cát Tư chủ trương đã cải thiện đáng kể tiềm lực quân đội Mông Cổ mặc dù không có đổi mới gì về mặt kỹ nghệ hay kỹ thuật. Quân đội dưới trướng Thành Cát Tư nổi tiếng với kỷ luật thép, khả năng quân báo hiệu quả, thông thạo tâm lý chiến, và hết sức tàn nhẫn một khi xung trận. Thành Cát Tư lấy việc trả thù làm thú vui — nòng cốt của bộ luật đạo đức thảo nguyên achi qari'ulqu (n.đ. 'gieo nhân nào gặp quả đấy'). Trong một số trường hợp đặc biệt, đơn cử như khi Muhammad của Khwarazm xử tử sứ bộ Mông Cổ, mong muốn trả thù được ưu tiên lên hàng đầu.
Thành Cát Tư tin rằng vị thần Tengri đã chiếu cố cho ông một định mệnh lớn. Ban đầu khát vọng này chỉ bó hẹp ở phạm vi Mông Cổ, song kể từ thắng lợi này đến thắng lợi khác với biên cương Mông Cổ dần dà mở rộng, Thành Cát Tư và tùy tòng đã hợp lý hóa rằng ông chính là hiện thân của suu (n.đ. 'thánh sủng'). Vì tin rằng ông có liên hệ với Trời, những ai chống đối ông đều bị coi là kẻ thù. Điều này cho phép Thành Cát Tư biện minh cho những hành động dối trá hoặc giả đạo đức về phần mình, chẳng hạn như việc xử tử anda thơ ấu Trát Mộc Hợp hoặc các nökor có lòng trung thành lung lay.

## Di sản và đánh giá

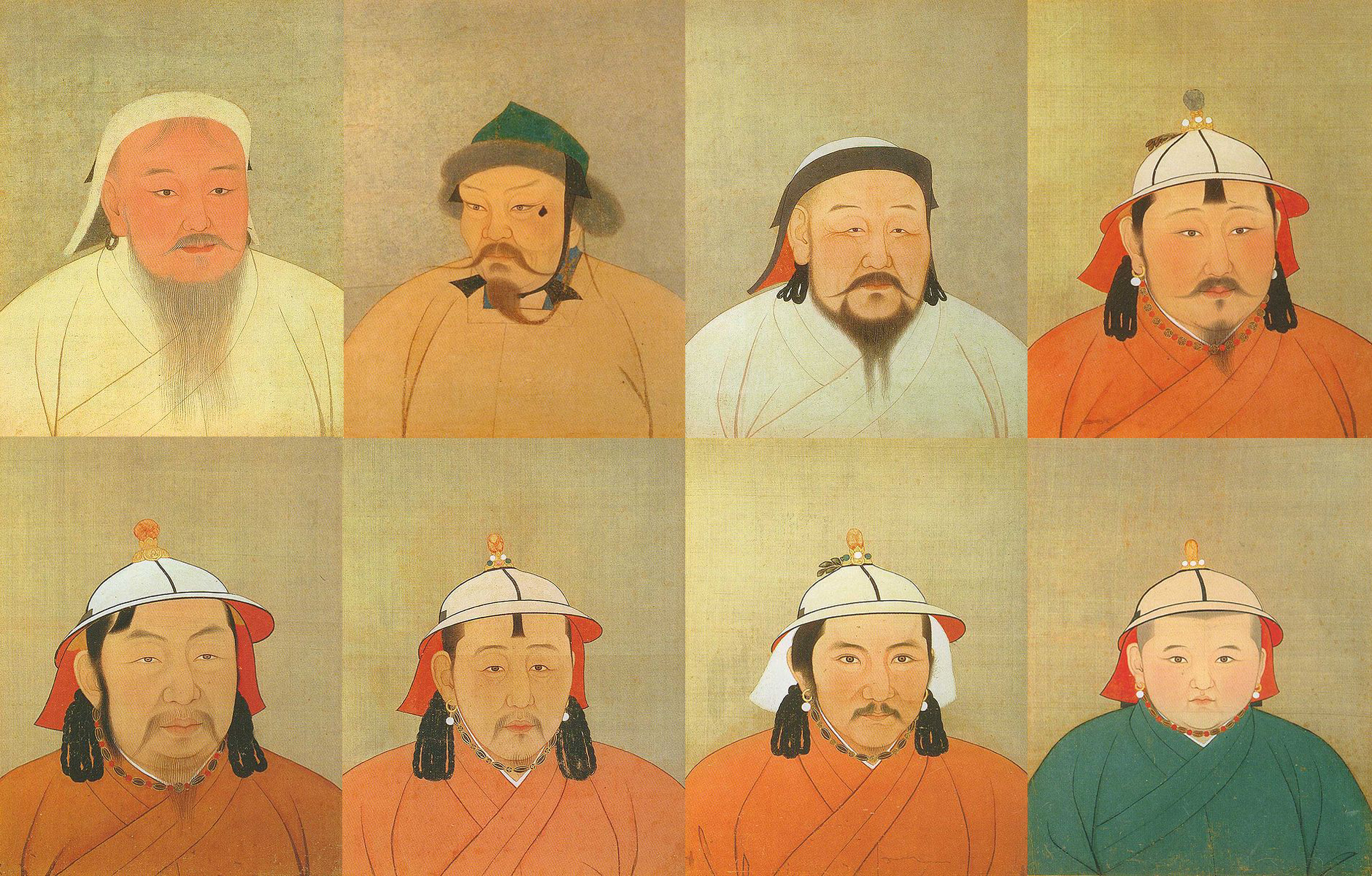
Chân dung Thành Cát Tư Hãn và bảy hậu duệ trong cuốn Nguyên Đại đế bán thân tượng sách (元代帝半身像册) của một tác giả khuyết danh (1271–1368)

Thành Cát Tư Hãn để lại một di sản sâu rộng và mâu thuẫn. Công lao của ông trong việc thống nhất các bộ tộc Mông Cổ và kiến thiết nhà nước liên tục lớn nhất trong lịch sử "[đã] thay đổi vĩnh viễn thế giới quan của các nền văn minh Âu Châu, Hồi giáo, [và] Đông Á", theo cách nói của Atwood. Các cuộc chinh phục của ông đã góp phần kiến tạo những mạng lưới giao thương Á-Âu với quy mô vô tiền khoáng hậu, mang lại sự giàu có và an ninh cho lãnh địa thảo nguyên. Tuy nhiều khả năng không phải là người cho chuẩn hóa bộ luật Yasa, Thành Cát Tư vẫn có công tái cơ cấu hệ thống pháp luật triệt để và thiết lập một chính quyền pháp trị mạnh mẽ do Thất Cát Hốt Đồ Hốt lãnh đạo.
Mặt khác, các cuộc chinh phạt của ông đã đem lại rất nhiều đau thương và chết chóc. Các nền văn minh rực rỡ ở Trung Quốc, Trung Á và Ba Tư đã bị tàn phá bởi vó quân Mông Cổ, chấn thương và đau khổ sau nhiều thế hệ. Có lẽ lỗi lầm lớn nhất của Thành Cát Tư là sự bất lực trong việc tạo ra một hệ thống kế thừa hiệu quả: sự chia cắt đế quốc thành các thái ấp, nhằm đảo bảo ổn định chính trị, thực chất lại có tác dụng ngược, bởi lẽ mối quan tâm của địa phương và trung ương tách rẽ theo thời gian và theo đó đế quốc bắt đầu rã rời thành các tiểu quốc Kim Trướng, Sát Hợp Đài, Y Nhi và nhà Nguyên cuối những năm 1200. Giữa những năm 1990, tờ Washington Post tôn vinh Thành Cát Tư Hãn như "nhân vật thiên niên kỷ", người "đại diện cho tính chất nước đôi nửa man rợ, nửa văn minh của loài người". Hình tượng phức tạp này vẫn rất thịnh hành trong các nghiên cứu lịch sử, theo đó các sử gia cố gắng nêu bật cả những đóng góp tích cực lẫn tiêu cực của Thành Cát Tư Hãn.

### Tại Mông Cổ
Trong nhiều thế kỷ, Thành Cát Tư được nhân dân Mông Cổ xem như một hình tượng tôn giáo, không liên quan đến chính trị. Sau khi A Nhĩ Thản Hãn cải sang Phật giáo Tây Tạng cuối những năm 1500, Thành Cát Tư được phong thánh và đóng vai trò trung tâm trong truyền thống tôn giáo Mông Cổ. Trên vai trò là một vị thánh, Thành Cát Tư hòa vào một phần của truyền thống dân gian, Phật giáo và shaman giáo Mông Cổ: chẳng hạn, ông được coi như là kiếp đầu thai của chakravartin (n.đ. 'kẻ xoay vần bánh xe') giống như Hoàng đế Ashoka hoặc Bồ tát võ bị Vajrapani; ông được thêm vào phả hệ của các vị Phật đà và Phật vương cổ; ông được xướng tên trong các buổi yến tiệc hoặc hôn lễ; và được trọng phụng trong tín ngưỡng thờ cúng tổ tiên. Ông cũng trở thành nhân vật chính trong truyền thuyết anh hùng say giấc, rằng có ngày ông sẽ trở về để giúp đỡ nhân dân Mông Cổ trong cơn hoạn nạn. Trung tâm sùng bái Thành Cát Tư được gọi là naiman chagan ordon (n.đ. 'tám túp yurt trắng'), nay là một lăng tẩm ở Nội Mông, Trung Quốc.
Vào thế kỷ thứ 19 và 20, Thành Cát Tư bắt đầu được nhìn nhận như một anh hùng dân tộc của người Mông Cổ. Các cường quốc ngoại bang lợi dụng điều này bằng nhiều cách: trong thời gian chiếm đóng Nội Mông, Đế quốc Nhật đã đầu tư xây dựng một tượng đài vinh danh Thành Cát Tư để củng cố tính chính danh của chế độ; trong Nội chiến Trung Quốc, cả Quốc Dân Đảng và Cộng sản Đảng đều mượn danh Thành Cát Tư để chiêu mộ đồng minh. Thái độ này được duy trì trong Thế chiến II, khi nhà nước Cộng hòa Nhân dân Mông Cổ thân Liên Xô tuyên truyền Thành Cát Tư như biểu tượng của lòng ái quốc chống quân xâm lược. Tuy nhiên, do một anh hùng không phải người Nga có thể bị các thế lực chống cộng lợi dụng làm bung xung chính trị, thái độ ưu ái đối với Thành Cát Tư lụi tàn theo năm tháng. Theo May, Thành Cát Tư "bị đàn hặc là một tên lãnh chúa phong kiến phản động bóc lột nhân dân." Tục sùng bái Thành Cát Tư bị trấn áp; nhà nước Mông Cổ không sử dụng bảng chữ cái truyền thống do ông chọn nữa mà đổi sang dùng chữ Kirin, và kế hoạch kỷ niệm sinh nhật lần thứ 800 của ông vào năm 1962 bị đình hoãn và hứng chịu chỉ trích kịch liệt từ phía Liên Xô. Bởi lẽ sử gia Trung Quốc có thiện cảm với ông hơn giới đồng đạo Xô viết, Thành Cát Tư đóng một vai trò nhỏ nhưng đáng kể trong rạn nứt quan hệ Trung – Xô.
Làn sóng glasnost và perestroika những năm 1980 bắt nguồn từ Liên Xô đã mở ra con đường phục hồi cho Thành Cát Tư. Chỉ hai năm sau cuộc cách mạng 1990, Đại lộ Lenin tại thủ đô Ulaanbaatar đã bị đổi tên thành Đại lộ Thành Cát Tư Hãn. Kể từ đó, Mông Cổ đã cho thành lập Cảng hàng không Quốc tế Thành Cát Tư Hãn và dựng một tượng đài lớn nhằm vinh danh ông tại Quảng trường Sükhbaatar (sau cũng bị đổi tên thành Quảng trường Thành Cát Tư Hãn trong một khoảng thời gian ngắn, giữa năm 2013 và 2016). Chân dung ông xuất hiện trên các con tem bưu chính và các tờ tiền có giá trị cao, cho tới các nhãn hiệu rượu và giấy vệ sinh trên thị trường. Năm 2006, Quốc hội Mông Cổ chính thức thảo luận về sự bão hòa danh tiếng của Thành Cát Tư bắt nguồn từ nạn quảng cáo tràn lan.
Nhân dân Mông Cổ hiện đại có xu hướng xem nhẹ các cuộc chinh phạt của Thành Cát Tư Hãn mà chỉ đề cao di sản chính trị và dân sự của ông — họ cho rằng những chiến dịch quân sự chết chóc mà ông phát động đơn thuần là "sản phẩm của thời đại", theo cách nói của sử gia Michal Biran, và không quan trọng bằng đóng góp của ông cho lịch sử Mông Cổ nói riêng và lịch sử thế giới nói chung. Các chính sách của Thành Cát Tư — chẳng hạn như phương cách vận dụng kurultai, chủ trương kiến thiết bộ máy pháp trị dựa trên cơ quan tư pháp độc lập, hay sự dung túng nhân quyền — được đánh giá là đã góp phần xây nên nền móng của nhà nước Mông Cổ dân chủ hiện đại. Được lý tưởng hóa như là người mang lại hòa bình và sự thông tuệ thay vì chiến tranh và sự hủy diệt, Thành Cát Tư Hãn đã biến Mông Cổ trở thành trung tâm của thế giới văn minh trong một khoảng thời gian tương đối dài. Ông được phần đông nhà bình luận coi là kiến quốc phụ của Mông Cổ hiện đại.

### Tại những nơi khác
Thế giới Hồi giáo trong quá khứ cũng như hiện tại đã và đang liên hệ Thành Cát Tư Hãn với vô vàn những ý thức hệ và niềm tin khác nhau. Bản năng thoạt đầu của các đạo sĩ Hồi giáo, sở dĩ vì họ chưa từng nghĩ đến viễn cảnh mình bị cai trị bởi thế lực ngoại đạo, là nhìn nhận Thành Cát Tư như người báo hiệu Ngày Phán xét của Chúa. Về sau, khi hóa ra thế giới không lụi tàn như dự báo và hậu duệ của người Mông Cổ bắt đầu cải đạo Hồi, giới Hồi giáo lại cho rằng Thành Cát Tư là công cụ thể hiện ý chí của Chúa, người được phó thác sứ mệnh củng cố thế giới Hồi giáo bằng cách thanh trừng các thành phần xấu độc cố hữu.
Ở châu Á hậu Mông Cổ, Thành Cát Tư đã trở thành biểu tượng của tính chính danh chính trị khi máu mủ của ông lần lượt nối nghiệp hãn tổ và cai trị các hậu quốc. Vì vậy, những kẻ lăm le ngai vàng phải biết kế hợp thức hóa sự chấp chính của mình: bằng cách lập vua bù nhìn mang trong mình dòng máu của Thành Cát Tư, hoặc bằng cách nhấn vào mối liên kết của mình với vị cố hãn. Ví dụ, Hoàng đế Thiếp Mộc Nhi, người sáng lập Đế quốc Timur ở Trung Á, vận dụng cả hai kế sách: ông tôn vinh các hậu duệ của Thành Cát Tư là Soyurgatmish và Sultan Mahmud, đồng thời tuyên truyền thổi phồng vai trò của Cáp Lạp Sát Nhi Na Nhan, một trong những tiểu tướng của Thành Cát Tư, như là họ ràng ruột thịt và phó thống soái của vị hãn. Ngoài ra, Thiếp Mộc Nhi còn cưới hai người con gái cũng là hậu duệ của Thành Cát Tư. Babur, người sáng lập Đế quốc Mughal ở Ấn Độ, mượn danh cả Thiếp Mộc Nhi và Thành Cát Tư để củng cố quyền lực. Tới thế kỷ thứ 18, Thành Cát Tư được nhân dân Trung Á coi như là người khai sinh trật tự xã tắc và có tầm quan trọng gần bằng nhà tiên tri Muhammad trong hệ thống pháp trị địa phương.

Tranh vẽ cuộc vây hãm Baghdad năm 1258, trận đánh do cháu nội Thành Cát Tư là Húc Liệt Ngột chỉ huy và được thế giới Ả Rập xem như cao trào của sự hủy diệt văn minh của họ dưới tay người Mông Cổ.

Với sự trỗi dậy của chủ nghĩa dân tộc Ả Rập thế kỷ thứ 19, thế giới Ả Rập bắt đầu nhìn nhận Thành Cát Tư theo hướng tiêu cực đi. Ông bị nhân dân nơi đây coi như một "kẻ thù đáng nguyền rủa" hay "tên man di mọi rợ khởi xướng sự tàn phá nền văn minh đạt tới cao trào tại [trận vây hãm Baghdad 1258]" do người cháu nội Húc Liệt Ngột chủ mưu. Ở Nga, Thành Cát Tư bị đánh giá tiêu cực không kém; giới sử học nước này phê phán ách đô hộ của Hãn quốc Kim Trướng — còn gọi là "ách Tatar" — cho rằng nó lạc hậu, có tính hủy diệt, cản trở sự tiến bộ xã hội và là ngọn nguồn của mọi di hại giáng lên đầu nhân dân Nga. Trong khi đó, quan điểm về Thành Cát Tư tại Trung Á và Thổ Nhĩ Kỳ lại khá lẫn lộn: vị thế của ông như là kẻ ngoại giáo khiến cho những truyền thống và nhân vật liên quan đến lịch sử quốc gia sở tại, chẳng hạn như Đế quốc Seljuk hay Thiếp Mộc Nhi, được đón nhận nồng hậu hơn.
Dưới thời nhà Nguyên ở Trung Hoa, Thành Cát Tư Hãn được tôn vinh là vị vua khai quốc, giữ được tiếng thơm cho tới đầu triều Minh. Tuy dân chúng cuối triều Minh không còn mặn nồng với hình tượng thánh hóa về Thành Cát Tư nữa, quan điểm tích cực về ông một lần nữa lại được phục hồi dưới triều Mãn Thanh (1644–1911). Tuy nhiên, sự trỗi dậy của chủ nghĩa dân tộc Trung Quốc thế kỷ thứ 20 đã khiến Thành Cát Tư bị coi là kẻ xâm lược tàn bạo, song dần dần được tẩy trắng và phục hồi vì nhiều mục đích chính trị khác nhau. Giới sử học Trung Quốc đương đại tựu trung nhìn nhận Thành Cát Tư rất tích cực và khen ngợi ông như là anh hùng của Trung Hoa. Ở Nhật Bản ngày nay, hình tượng Thành Cát Tư đã trở nên nổi tiếng vì một giai thoại của nước này cho rằng ông chính là samurai Minamoto no Yoshitsune — người anh hùng bi tráng, tuẫn tiết seppuku vào năm 1189.
Thế giới phương Tây, vốn chưa từng bị ảnh hưởng trực tiếp bởi các cuộc thảo phạt của Thành Cát Tư Hãn, nhìn nhận ông theo nhiều chiều hướng khác nhau. Như có thể thấy trong các tác phẩm của Marco Polo và Geoffrey Chaucer thế kỷ thứ 14, ông được người Âu coi là đấng minh quân. Tới thế kỷ thứ 18, hình tượng cao quý ấy bị đạp đổ và thay thế bởi hình tượng độc tài Á châu rập khuôn, đặc trưng của Thời kỳ Khai Sáng. Tới thế kỷ thứ 20, ông trở thành ví dụ tiêu biểu của một bạo chúa man rợ. Trái lại, trong những thập kỷ gần đây, giới sử học phương Tây đã bắt đầu đánh giá Thành Cát Tư khách quan hơn, với tư cách là một cá nhân phức tạp.

### Phụ chú
1. ↑  Tác phẩm Mông Thát bị lục [zh] của ông là nguồn duy nhất về người Mông Cổ vào thời Thành Cát Tư Hãn trị vì còn tồn tại cho đến ngày nay.[16]
2. ↑  Cộng hòa Nhân dân Mông Cổ kỷ niệm sinh nhật lần thứ 800 của Thiết Mộc Chân vào năm 1962.[18]
3. ↑  Vào thời điểm này, danh từ "Mông Cổ" chỉ được dùng để nói về một bộ lạc cụ thể ở miền đông bắc Mông Cổ; bởi vì bộ lạc này đóng vai trò quan trọng trong việc hình thành Đế quốc Mông Cổ, danh ngữ bắt đầu được sử dụng để chỉ toàn bộ các bộ lạc người Mông Cổ.[24]
4. ↑  Theo Bí sử, Trát Mộc Hợp nói "If we camp close to the hill those who herd our horses will have their tents. If we camp beside the mountain stream those who herd our sheep and lambs will have food for their gullets."[51]
5. ↑  Đặt bên phải là những ngọn tuq, loại cờ nghi trượng làm từ lông đuôi bò Tây Tạng hoặc ngựa; tuq trắng trong hình tượng trưng cho hòa bình, tuq đen trái lại tượng trưng cho chiến tranh.[73]
6. ↑  Herat thoạt tiên đầu hàng Đà Lôi, nhưng về sau vùng dậy và bị hủy diệt vào năm 1222; dân chúng trong thành bị thảm sát.[144]
7. ↑  Triệu Công đi sứ Mông Cổ vào năm 1221, tức trong khoảng thời gian Thành Cát Tư đang chinh chiến ở Khorasan.[181] Juzjani, chắp bút viết sử 30 năm sau cái chết của Thành Cát Tư, dựa phần lớn vào lời kể của các nhân chứng liên quan.[182]
8. ↑  Từ trên xuống dưới, từ trái sang phải: Thành Cát Tư, Oa Khoát Đài, Hốt Tất Liệt, Thiết Mộc Nhĩ, Khúc Luật, Phổ Nhan Đốc và Ý Lân Chất Ban.[200]
9. ↑  Danh ngữ "Mughal" bắt nguồn từ tộc danh "Mongol", cũng là từ được dùng để chỉ bất cứ kẻ xâm lược Ấn Độ nào từ phía bắc.[225]

### Dẫn nguồn
1. ↑  Ratchnevsky 1991, tr. x–xi.
2. ↑  Pelliot 1959, tr. 281.
3. ↑  Bawden 2022, § "Introduction"; Wilkinson 2012, tr. 776; Morgan 1990.
4. ↑  Bawden 2022, § "Introduction".
5. ↑  Porter 2016, tr. 24; Fiaschetti 2014, tr. 77–82.
6. ↑  Morgan 1986, tr. 4–5.
7. ↑  Ratchnevsky 1991, tr. xii.
8. ↑  Sverdrup 2017, tr. xiv.
9. ↑  Hung 1951, tr. 481.
10. ↑  Waley 2002, tr. 7–8; Morgan 1986, tr. 11.
11. ↑  Ratchnevsky 1991, tr. xiv–xv.
12. ↑  Morgan 1986, tr. 16–17.
13. ↑  Sverdrup 2017, tr. xvi.
14. ↑  Morgan 1986, tr. 18; Ratchnevsky 1991, tr. xv–xvi.
15. ↑  Ratchnevsky 1991, tr. xv; Atwood 2004, tr. 117; Morgan 1986, tr. 18–21.
16. ↑  Atwood 2004, tr. 154.
17. ↑  Sverdrup 2017, tr. xiv–xvi; Wright 2017.
18. 1 2  Morgan 1986, tr. 55.
19. ↑  Ratchnevsky 1991, tr. 17–18.
20. ↑  Ratchnevsky 1991, tr. 17–18; Pelliot 1959, tr. 284–287.
21. ↑  Man 2004, tr. 70; Biran 2012, tr. 33; Atwood 2004, tr. 97; May 2018, tr. 22; Jackson 2017, tr. 63.
22. ↑  Ratchnevsky 1991, tr. 19.
23. ↑  Atwood 2004, tr. 97.
24. ↑  Atwood 2004, tr. 389–391.
25. ↑  Ratchnevsky 1991, tr. 14–15; May 2018, tr. 20–21.
26. ↑  Pelliot 1959, tr. 289–291; Man 2004, tr. 67–68; Ratchnevsky 1991, tr. 17.
27. ↑  Brose 2014, § "The Young Temüjin"; Pelliot 1959, tr. 288.
28. ↑  Ratchnevsky 1991, tr. 17.
29. ↑  Ratchnevsky 1991, tr. 15–19.
30. ↑  Ratchnevsky 1991, tr. 20–21; Fitzhugh, Rossabi & Honeychurch 2009, tr. 100.
31. ↑  Ratchnevsky 1991, tr. 21–22; Broadbridge 2018, tr. 50–51.
32. ↑  Ratchnevsky 1991, tr. 22; May 2018, tr. 25; de Rachewiltz 2015, § 71–73.
33. ↑  Ratchnevsky 1991, tr. 22–23; Atwood 2004, tr. 97–98.
34. ↑  Brose 2014, § "The Young Temüjin"; Atwood 2004, tr. 98.
35. ↑  May 2018, tr. 25.
36. ↑  May 2018, tr. 25–26.
37. ↑  Ratchnevsky 1991, tr. 23–24; de Rachewiltz 2015, §76–78.
38. ↑  Man 2004, tr. 74; de Rachewiltz 2015, §116; Fitzhugh, Rossabi & Honeychurch 2009, tr. 101.
39. ↑  Ratchnevsky 1991, tr. 25–26; Fitzhugh, Rossabi & Honeychurch 2009, tr. 100–101.
40. ↑  Ratchnevsky 1991, tr. 26–27; May 2018, tr. 26–27.
41. ↑  May 2018, tr. 28.
42. ↑  Ratchnevsky 1991, tr. 27.
43. ↑  May 2018, tr. 28; Ratchnevsky 1991, tr. 31.
44. ↑  Atwood 2004, tr. 295–296, 390; Ratchnevsky 1991, tr. 32–33; May 2018, tr. 28–29.
45. ↑  Broadbridge 2018, tr. 58.
46. ↑  Ratchnevsky 1991, tr. 34–35; Brose 2014, § "Emergence of Chinggis Khan".
47. ↑  May 2018, tr. 30; Bawden 2022, § "Early struggles".
48. ↑  Ratchnevsky 1991, tr. 34–35; May 2018, tr. 30–31.
49. ↑  Broadbridge 2018, tr. 66–68.
50. ↑  Ratchnevsky 1991, tr. 37–38.
51. ↑  Ratchnevsky 1991, tr. 37.
52. ↑  May 2018, tr. 31; Ratchnevsky 1991, tr. 37–41; Broadbridge 2018, tr. 64.
53. ↑  Ratchnevsky 1991, tr. 39–41.
54. ↑  Atwood 2004, tr. 98; Brose 2014, § "Building the Mongol Confederation".
55. ↑  Ratchnevsky 1991, tr. 44–47.
56. ↑  Ratchnevsky 1991, tr. 49–50; May 2018, tr. 32.
57. ↑  Ratchnevsky 1991, tr. 49–50.
58. ↑  Ratchnevsky 1991, tr. 49–50; May 2018, tr. 32; Fitzhugh, Rossabi & Honeychurch 2009, tr. 101.
59. ↑  Ratchnevsky 1991, tr. 52–53; Pelliot 1959, tr. 291–295.
60. ↑  Ratchnevsky 1991, tr. 52–53; Sverdrup 2017, tr. 56.
61. ↑  Ratchnevsky 1991, tr. 46–47; May 2018, tr. 32.
62. ↑  Ratchnevsky 1991, tr. 54–56.
63. ↑  Ratchnevsky 1991, tr. 61–62; May 2018, tr. 34–35.
64. ↑  Ratchnevsky 1991, tr. 64; de Hartog 1999, tr. 21–22; Fitzhugh, Rossabi & Honeychurch 2009, tr. 102.
65. ↑  May 2018, tr. 36.
66. ↑  Atwood 2004, tr. 98; Ratchnevsky 1991, tr. 67–70; May 2018, tr. 36–37.
67. ↑  Brose 2014, § "Building the Mongol Confederation"; Ratchnevsky 1991, tr. 70–73; Man 2004, tr. 96–98.
68. ↑  Man 2014, tr. 40; Weatherford 2018, tr. 114; Biran 2012, tr. 38.
69. ↑  Man 2014, tr. 40.
70. ↑  Ratchnevsky 1991, tr. 78–80; Atwood 2004, tr. 98; Lane 2004, tr. 26–27.
71. ↑  Sverdrup 2017, tr. 81–83; Ratchnevsky 1991, tr. 83–86.
72. ↑  Brose 2014, § "Building the Mongol Confederation"; Fitzhugh, Rossabi & Honeychurch 2009, tr. 103; Ratchnevsky 1991, tr. 86–88; McLynn 2015, tr. 90–91.
73. 1 2  May 2012, tr. 36.
74. ↑  Fitzhugh, Rossabi & Honeychurch 2009, tr. 103.
75. ↑  Pelliot 1959, tr. 296; Favereau 2021, tr. 37.
76. ↑  Ratchnevsky 1991, tr. 89; Pelliot 1959, tr. 297.
77. ↑  Ratchnevsky 1991, tr. 89–90; Pelliot 1959, tr. 298–301.
78. ↑  Weatherford 2018, tr. 123.
79. ↑  May 2018, tr. 39.
80. ↑  Ratchnevsky 1991, tr. 90; Fitzhugh, Rossabi & Honeychurch 2009, tr. 104; McLynn 2015, tr. 97.
81. ↑  Atwood 2004, tr. 505–506; May 2018, tr. 39.
82. ↑  May 2007, tr. 30–31; McLynn 2015, tr. 99.
83. ↑  May 2018, tr. 39–40; Fitzhugh, Rossabi & Honeychurch 2009, tr. 104.
84. ↑  Jackson 2017, tr. 65.
85. ↑  Atwood 2004, tr. 393; Weatherford 2018, tr. 125.
86. ↑  Ratchnevsky 1991, tr. 92; May 2018, tr. 77; Man 2004, tr. 104–105.
87. ↑  Ratchnevsky 1991, tr. 92–93; May 2018, tr. 77; Atwood 2004, tr. 460–462.
88. ↑  Atwood 2004, tr. 297; Weatherford 2018, tr. 131–132; May 2018.
89. ↑  May 2018, tr. 78; Atwood 2004, tr. 297; Ratchnevsky 1991, tr. 94; Man 2004, tr. 106.
90. ↑  Atwood 2004, tr. 297.
91. ↑  Ratchnevsky 1991, tr. 101.
92. ↑  Ratchnevsky 1991, tr. 97–98; Atwood 2004, tr. 531; Weatherford 2018, tr. 133.
93. ↑  Ratchnevsky 1991, tr. 98–100.
94. ↑  Ratchnevsky 1991, tr. 100–101; Atwood 2004, tr. 100.
95. ↑  May 2018, tr. 44–45; Atwood 2004, tr. 502.
96. ↑  Ratchnevsky 1991, tr. 102; May 2018, tr. 45.
97. ↑  Ratchnevsky 1991, tr. 102–103; Atwood 2004, tr. 563.
98. ↑  Atwood 2004, tr. 590; Man 2004.
99. ↑  Ratchnevsky 1991, tr. 103; Fitzhugh, Rossabi & Honeychurch 2009, tr. 104.
100. ↑  May 2012, tr. 38; Waterson 2013, tr. 37.
101. ↑  Sverdrup 2017, tr. 96; Man 2004, tr. 116.
102. ↑  Atwood 2004, tr. 590–591; Ratchnevsky 1991, tr. 104.
103. ↑  Ratchnevsky 1991, tr. 104; Sverdrup 2017, tr. 97–98.
104. ↑  May 2018, tr. 48; Man 2014, tr. 55.
105. ↑  Man 2004, tr. 132–133; Atwood 2004, tr. 591; May 2018, tr. 48; Ratchnevsky 1991, tr. 104–105; Waterson 2013, tr. 38.
106. ↑  Atwood 2004, tr. 275.
107. ↑  Ratchnevsky 1991, tr. 108; Man 2004, tr. 134.
108. ↑  Ratchnevsky 1991, tr. 106–108.
109. ↑  Ratchnevsky 1991, tr. 109–109; Atwood 2004, tr. 275–276; May 2012, tr. 39.
110. ↑  Ratchnevsky 1991, tr. 109–109; Sverdrup 2017, tr. 104; Atwood 2004, tr. 424.
111. ↑  Waterson 2013, tr. 39; May 2018, tr. 50; Atwood 2004, tr. 275–277.
112. ↑  Ratchnevsky 1991, tr. 109–110; Atwood 2004, tr. 501; Man 2004, tr. 135–136; Sverdrup 2017, tr. 105–106.
113. ↑  Ratchnevsky 1991, tr. 110; Man 2004, tr. 137.
114. ↑  Sverdrup 2017, tr. 111–112; Waterson 2013, tr. 42.
115. ↑  Ratchnevsky 1991, tr. 110—111; Sverdrup 2017, tr. 114–115; Man 2004, tr. 137.
116. ↑  Ratchnevsky 1991, tr. 111–112; Man 2004, tr. 137–138; Waterson 2013, tr. 42–43.
117. ↑  Ratchnevsky 1991, tr. 112–113; Atwood 2004, tr. 620; Man 2004, tr. 139–140.
118. ↑  Ratchnevsky 1991, tr. 113–114; May 2018, tr. 52–54; Man 2004, tr. 140; Sverdrup 2017, tr. 114–116.
119. ↑  Man 2004, tr. 140–141; Ratchnevsky 1991, tr. 114.
120. ↑  Ratchnevsky 1991, tr. 114; Weatherford 2018, tr. 163; May 2018, tr. 54.
121. ↑  Atwood 2004, tr. 277.
122. ↑  Ratchnevsky 1991, tr. 114–115; Atwood 2004, tr. 277.
123. ↑  May 2018, tr. 55.
124. ↑  Atwood 2004, tr. 393.
125. ↑  May 2018, tr. 57; Atwood 2004, tr. 502; Ratchnevsky 1991, tr. 116–117.
126. ↑  Ratchnevsky 1991, tr. 117–118; May 2018, tr. 57–58; Atwood 2004, tr. 502.
127. ↑  Ratchnevsky 1991, tr. 118–119; Atwood 2004, tr. 445–446; May 2018, tr. 60; Favereau 2021, tr. 45–46.
128. ↑  Ratchnevsky 1991, tr. 118–119; Atwood 2004, tr. 446; Man 2004, tr. 150.
129. ↑  Favereau 2021, tr. 46; Atwood 2004, tr. 446; Man 2004, tr. 151; Pow 2017, tr. 35.
130. ↑  Weatherford 2018, tr. 173; Atwood 2004, tr. 100.
131. ↑  Jackson 2017, tr. 71–73; Ratchnevsky 1991, tr. 119–120.
132. ↑  Atwood 2004, tr. 429, 431; Ratchnevsky 1991, tr. 120–123; May 2012, tr. 42; Favereau 2021, tr. 54.
133. ↑  Favereau 2021, tr. 55; Ratchnevsky 1991, tr. 123; Atwood 2004, tr. 431; Fitzhugh, Rossabi & Honeychurch 2009, tr. 104.
134. ↑  Ratchnevsky 1991, tr. 123–125; Golden 2009, tr. 14–15; Jackson 2017, tr. 76–77.
135. ↑  Atwood 2004, tr. 307.
136. ↑  Ratchnevsky 1991, tr. 130; Atwood 2004, tr. 307.
137. ↑  Ratchnevsky 1991, tr. 130; May 2018, tr. 62; Jackson 2017, tr. 77–78; Man 2004, tr. 163–164.
138. ↑  Ratchnevsky 1991, tr. 130–133; Man 2004, tr. 164, 172; Atwood 2004, tr. 307.
139. ↑  Atwood 2004, tr. 307; May 2018, tr. 62–63; Ratchnevsky 1991, tr. 133; Pow 2017, tr. 36.
140. ↑  Man 2004, tr. 184–191; Atwood 2004, tr. 521; May 2012, tr. 43.
141. ↑  Man 2004, tr. 173–174; Sverdrup 2017, tr. 161.
142. ↑  Atwood 2004, tr. 307, 436; Ratchnevsky 1991, tr. 133.
143. ↑  May 2018, tr. 63; Sverdrup 2017, tr. 162–163; Ratchnevsky 1991, tr. 133–134.
144. ↑  Sverdrup 2017, tr. 160–167.
145. ↑  Atwood 2004, tr. 307; May 2018, tr. 63; Man 2004, tr. 174–175; Sverdrup 2017, tr. 160–161, 164.
146. ↑  Man 2004, tr. 177–181; Weatherford 2018, tr. 188–189; Atwood 2004, tr. 308, 344.
147. ↑  Man 2004, tr. 180–181; Atwood 2004, tr. 244.
148. 1 2  Ratchnevsky 1991, tr. 134; Atwood 2004, tr. 591.
149. ↑  Ratchnevsky 1991, tr. 134; May 2018, tr. 64.
150. ↑  Sverdrup 2017, tr. 167–169; May 2012, tr. 43.
151. ↑  Ratchnevsky 1991, tr. 137–140; Biran 2012, tr. 66–67.
152. ↑  Ratchnevsky 1991, tr. 134–136; Atwood 2004a, tr. 245–246; Jagchid 1979, tr. 11–13.
153. ↑  May 2018, tr. 64–65; Kwanten 1978, tr. 34.
154. ↑  Biran 2012, tr. 61; May 2018, tr. 65.
155. ↑  Man 2004, tr. 209–212; Atwood 2004, tr. 591; Biran 2012, tr. 61.
156. ↑  Atwood 2004, tr. 100, 591; Man 2004, tr. 212–213.
157. ↑  Ratchnevsky 1991, tr. 140; Atwood 2004, tr. 591; Man 2004, tr. 214–215.
158. ↑  May 2018, tr. 66.
159. ↑  May 2007, tr. 17; Favereau 2021, tr. 77.
160. ↑  Ratchnevsky 1991, tr. 141; Biran 2012, tr. 61; Man 2004, tr. 117, 254; Atwood 2004, tr. 100, 591; May 2018, tr. 65–66.
161. ↑  Ratchnevsky 1991, tr. 141; You và đồng nghiệp 2021, tr. 347–348.
162. ↑  Ratchnevsky 1991, tr. 141–142; Biran 2012, tr. 61; Man 2004, tr. 246–247.
163. ↑  Atwood 2004, tr. 163; Morgan 1986, tr. 72.
164. ↑  Atwood 2004, tr. 163; May 2018, tr. 95–96; Ratchnevsky 1991, tr. 144; Craig 2017.
165. ↑  Ratchnevsky 1991, tr. 142–143; Atwood 2004, tr. 163.
166. ↑  Fitzhugh, Rossabi & Honeychurch 2009, tr. 109.
167. ↑  Togan 2016, tr. 408–409; May 2018, tr. 68.
168. ↑  Ratchnevsky 1991, tr. 125; May 2018, tr. 69.
169. ↑  May 2018, tr. 69.
170. ↑  Mote 1999, tr. 434; May 2018, tr. 69; Favereau 2021, tr. 65.
171. ↑  Barthold 1992, tr. 457–458; Favereau 2021, tr. 61–62.
172. ↑  Ratchnevsky 1991, tr. 136–137; Atwood 2004, tr. 278–279.
173. ↑  Atwood 2004, tr. 81; May 2018, tr. 69.
174. ↑  May 2018, tr. 69–70; Barthold 1992, tr. 463.
175. ↑  May 2018, tr. 69; Atwood 2004, tr. 418.
176. ↑  Ratchnevsky 1991, tr. 126–128; May 2018, tr. 69–70; Boyle 1968, tr. 540–541; Barthold 1992, tr. 463.
177. ↑  Atwood 2004, tr. 542; May 2018, tr. 68–69.
178. ↑  Barthold 1992, tr. 463; May 2018, tr. 70–71, 94–95.
179. ↑  Barthold 1992, tr. 463; May 2018, tr. 94–95.
180. ↑  Lkhagvasuren và đồng nghiệp 2016, tr. 433.
181. ↑  Buell 2010.
182. 1 2  Ratchnevsky 1991, tr. 145.
183. ↑  Atwood 2004, tr. 101.
184. ↑  Atwood 2004, tr. 101; Fitzhugh, Rossabi & Honeychurch 2009, tr. 100.
185. ↑  Mote 1999, tr. 433; Fitzhugh, Rossabi & Honeychurch 2009, tr. 100; May 2018, tr. 31.
186. ↑  Ratchnevsky 1991, tr. 149.
187. ↑  Ratchnevsky 1991, tr. 147–148; Morgan 1986, tr. 63.
188. ↑  Ratchnevsky 1991, tr. 147–148.
189. ↑  Mote 1999, tr. 433; Fitzhugh, Rossabi & Honeychurch 2009, tr. 102.
190. ↑  Ratchnevsky 1991, tr. 149–150.
191. ↑  Biran 2012, tr. 71–72; Atwood 2004, tr. 101; May 2018, tr. 31.
192. ↑  Biran 2012, tr. 71–72; Fitzhugh, Rossabi & Honeychurch 2009, tr. 107–108.
193. ↑  Biran 2012, tr. 72; May 2018, tr. 98–99.
194. ↑  Atwood 2004, tr. 101; Fitzhugh, Rossabi & Honeychurch 2009, tr. 102.
195. ↑  Biran 2012, tr. 70; Fitzhugh, Rossabi & Honeychurch 2009, tr. 103.
196. ↑  Biran 2012, tr. 70–71; Fitzhugh, Rossabi & Honeychurch 2009, tr. 103–104; Ratchnevsky 1991, tr. 169–174; Morgan 1986, tr. 84–93.
197. ↑  Atwood 2004, tr. 101; Ratchnevsky 1991, tr. 151–152; Mote 1999, tr. 433–434.
198. ↑  Biran 2012, tr. 73.
199. ↑  Biran 2012, tr. 45, 73; Ratchnevsky 1991, tr. 158–159.
200. ↑  Liu & Cheng 2015, tr. 26: "Nguyên Đại đế bán thân tượng sách"
201. ↑  Atwood 2004, tr. 369; Fitzhugh, Rossabi & Honeychurch 2009, tr. 108.
202. ↑  Atwood 2004, tr. 369; Fitzhugh, Rossabi & Honeychurch 2009, tr. 108; Ratchnevsky 1991, tr. 198–200.
203. ↑  Morgan 1986, tr. 96–99; Biran 2012, tr. 42–44.
204. ↑  Biran 2012, tr. 44.
205. ↑  Ratchnevsky 1991, tr. 209–210; Fitzhugh, Rossabi & Honeychurch 2009, tr. 108–109.
206. ↑  Ratchnevsky 1991, tr. 207; Biran 2012, tr. 69; Fitzhugh, Rossabi & Honeychurch 2009, tr. 109.
207. ↑  Biran 2012, tr. 158; Fitzhugh, Rossabi & Honeychurch 2009, tr. 104; Washington Post 1995.
208. ↑  Ratchnevsky 1991, tr. 212–213; Fitzhugh, Rossabi & Honeychurch 2009, tr. 105–109; Atwood 2004, tr. 97; Mote 1999, tr. 434.
209. ↑  May 2008, tr. 138–139; Biran 2012, tr. 139.
210. ↑  May 2008, tr. 139; Biran 2012, tr. 139.
211. ↑  May 2008, tr. 140–141.
212. ↑  Atwood 2004, tr. 161.
213. ↑  May 2008, tr. 141–142; Atwood 2004, tr. 101.
214. ↑  May 2008, tr. 142–143; Biran 2012, tr. 142–143; Atwood 2004, tr. 101.
215. ↑  May 2008, tr. 143–144; Biran 2012, tr. 143; Atwood 2004, tr. 101–102.
216. ↑  Atwood 2004, tr. 102; Biran 2012, tr. 143–144; May 2008, tr. 144–145.
217. ↑  May 2008, tr. 137–138; Biran 2012, tr. 143–144; Sanders 2017, tr. lxxviii, lxxxiv.
218. ↑  Biran 2012, tr. 144; May 2008, tr. 145.
219. ↑  Biran 2012, tr. 144–145; May 2008, tr. 145–146.
220. ↑  May 2008, tr. 145; Mote 1999, tr. 434.
221. ↑  Biran 2012, tr. 136.
222. ↑  Biran 2012, tr. 112–114; Jackson 2023, tr. 86, 101–102.
223. ↑  Biran 2012, tr. 121–122; Jackson 2017, tr. 382–384; Jackson 2023, tr. 337.
224. ↑  Biran 2012, tr. 122–125; Jackson 2017, tr. 384–387; Jackson 2023, tr. 338, 357–360.
225. ↑  Biran 2012, tr. 83.
226. ↑  Biran 2012, tr. 83; Jackson 2023, tr. 437–438.
227. ↑  Biran 2012, tr. 106, 127.
228. ↑  Biran 2012, tr. 128–132.
229. ↑  Biran 2012, tr. 153–155; Ratchnevsky 1991, tr. 212.
230. ↑  Biran 2012, tr. 132–135.
231. ↑  Biran 2012, tr. 145–153; Ratchnevsky 1991, tr. 211–212.
232. ↑  Fogel 2008.
233. ↑  Biran 2012, tr. 156–158; May 2008, tr. 146; Rosenfeld 2018, tr. 255, 269.

### Tiếng Việt
- Mông Cổ bí sử. Ngô Trần Trung Nghĩa biên dịch. Hà Nội: Nhà xuất bản Văn học. 2021. ISBN 978-604-323-221-9.
- Weatherford, Jack (2018). Thành Cát Tư Hãn và sự hình thành thế giới hiện đại. Võ Phương Linh biên dịch. Hà Nội: Nhà xuất bản Khoa học xã hội. ISBN 978-604-364-341-1.

### Ngoại ngữ
- Achenbach, Joel (ngày 31 tháng 12 năm 1995). "The Era of His Ways". Washington Post. Truy cập ngày 27 tháng 11 năm 2023.
- Atwood, Christopher P. (2004). Encyclopedia of Mongolia and the Mongol Empire [Bách khoa toàn thư về Mông Cổ và Đế quốc Mông Cổ]. New York: Facts on File. ISBN 978-0-8160-4671-3.
- Atwood, Christopher P. (2004a). "Validation by Holiness or Sovereignty: Religious Toleration as Political Theology in the Mongol World Empire of the Thirteenth Century" [Chuẩn y bởi Đấng thánh thần hay Đấng quốc chủ: Sự bao dung tôn giáo như một thần học chính trị trong Đế quốc Toàn cầu Mông Cổ thế kỷ thứ 13] (PDF). The International History Review [Tạp chí bình duyệt Lịch sử Quốc tế]. 26 (2): 237–256. doi:10.1080/07075332.2004.9641030. ISSN 0707-5332. JSTOR 40109471. S2CID 159826445.
- Barthold, Vasily (1992) [1900]. Bosworth, Clifford E. (biên tập). Turkestan Down To The Mongol Invasion [Turkestan từ thời Mông Cổ xâm lược] (ấn bản thứ 3). New Delhi: Munshiram Manoharlal. ISBN 978-8-1215-0544-4.
- Bawden, Charles (2022). "Genghis Khan" [Thành Cát Tư Hãn]. Encyclopædia Britannica. Lưu trữ bản gốc ngày 11 tháng 10 năm 2022. Truy cập ngày 17 tháng 10 năm 2022.
- Biran, Michal (2012). Chinggis Khan [Thành Cát Tư Hãn]. Makers of the Muslim World. London: Oneworld Publications. ISBN 978-1-7807-4204-5.
- Birge, Bettine; Broadbridge, Anne F. (2023). "Women and Gender under Mongol Rule" [Phụ nữ và giới tính dưới sự cai trị của Mông Cổ]. Trong Biran, Michal; Kim, Hodong (biên tập). The Cambridge History of the Mongol Empire [Lịch sử Cambridge về Đế quốc Mông Cổ]. Cambridge: Nhà xuất bản Đại học Cambridge. tr. 628–654. ISBN 978-1-3163-3742-4.
- Boyle, John Andrew (1968). The Cambridge History of Iran Volume 5: The Saljuq and Mongol Periods [Lịch sử Cambridge về Iran Tập 5: Thời kỳ Saljuq và Mông Cổ]. Cambridge: Nhà xuất bản Đại học Cambridge. doi:10.1017/CHOL9780521069366. ISBN 978-1-1390-5497-3.
- Broadbridge, Anne F. (2018). Women and the Making of the Mongol Empire [Phụ nữ và sự hình thành Đế quốc Mông Cổ]. Cambridge Studies in Islamic Civilization. Cambridge: Nhà xuất bản Đại học Cambridge. ISBN 978-1-1086-3662-9.
- Brose, Michael C. (2014). "Chinggis (Genghis) Khan" [Thành Cát Tư Hãn]. Trong Brown, Kerry (biên tập). The Berkshire Dictionary of Chinese Biography. Great Barrington: Berkshire Publishing Group. ISBN 978-1-9337-8266-9.
- Buell, Paul D. (2010). "Some Royal Mongol Ladies: Alaqa-beki, Ergene-Qatun and Others" [Một số thê thiếp hoàng gia người Mông Cổ: A Lạt Hải Biệt Cát, Ngột Lỗ Hốt Nãi - Khả Đôn và nhiều người khác]. World History Connected. 7 (1). Truy cập ngày 25 tháng 11 năm 2023.
- Cleaves, Francis Woodman (1955). "The Historicity of The Baljuna Covenant" [Độ xác tín lịch sử của Hội thề Ban Chu Ni]. Harvard Journal of Asiatic Studies [Tạp chí Havard về Nghiên cứu Á châu]. 18 (3): 357–421. doi:10.2307/2718438.
- Craig, Erin (ngày 19 tháng 7 năm 2017). "Why Genghis Khan's tomb can't be found" [Tại sao không thể tìm thấy mộ của Thành Cát Tư Hãn]. BBC. Lưu trữ bản gốc ngày 18 tháng 7 năm 2023. Truy cập ngày 19 tháng 7 năm 2023.
- Favereau, Marie (2021). The Horde: How the Mongols Changed the World [Bộ lạc du mục: Người Mông Cổ đã thay đổi thế giới như thế nào]. Cambridge: Nhà xuất bản Đại học Harvard. ISBN 978-0-6742-7865-3.
- Fiaschetti, Francesca (2014). "Tradition, Innovation and the construction of Qubilai's diplomacy" [Truyền thống, sáng kiến và sự kiến tạo chính sách đối ngoại của Hốt Tất Liệt] (PDF). Ming Qing Yanjiu [Minh Thanh nghiên cứu]. 18 (1): 82. Lưu trữ (PDF) bản gốc ngày 11 tháng 6 năm 2022. Truy cập ngày 10 tháng 1 năm 2020.
- Fitzhugh, William W.; Rossabi, Morris; Honeychurch, William, biên tập (2009). Genghis Khan and the Mongolian Empire [Thành Cát Tư Hãn và Đế quốc Mông Cổ]. Washington: Mongolian Preservation Foundation. ISBN 978-0-2959-8957-0.
- Fogel, Joshua (2008). "Chinggis on the Japanese Mind" [Thành Cát Tư trong tâm trí người Nhật]. Mongolian Studies [Nghiên cứu Mông Cổ]. 30/31: 259–269.
- Golden, Peter (2009). "Inner Asia c.1200" [Nội Á khoảng năm 1200]. Trong Di Cosmo, Nicola; Frank, Allen J.; Golden, Peter (biên tập). The Chinggisid Age [Thời đại Thành Cát Tư]. The Cambridge History of Inner Asia. tr. 9–25. ISBN 978-1-1390-5604-5.
- de Hartog, Leo (1999) [1979]. Genghis Khan: Conqueror of the World [Thành Cát Tư Hãn: Kẻ chinh phục thế giới]. London: I.B. Tauris. ISBN 978-1-8606-4972-1.
- Hung, William (1951). "The Transmission of The Book Known as The Secret History of The Mongols" [Sự truyền bá cuốn sách được gọi với cái tên Mông Cổ bí sử]. Harvard Journal of Asiatic Studies [Tạp chí Havard về Nghiên cứu Á châu]. 14 (3/4): 433–492. doi:10.2307/2718184.
- Jackson, Peter (2017). The Mongols and the Islamic World: From Conquest to Conversion [Người Mông Cổ và Thế giới Hồi giáo: Từ chinh phạt tới cải đạo]. New Haven: Nhà xuất bản Đại học Yale. ISBN 978-0-3001-2533-7.
- Jackson, Peter (2023). From Genghis Khan to Tamerlane: The Reawakening of Mongol Asia [Từ Thành Cát Tư Hãn tới Thiếp Mộc Nhi: Sự tái thức tỉnh của Á châu Mông Cổ]. New Haven: Nhà xuất bản Đại học Yale. ISBN 978-0-3002-5112-8.
- Jagchid, Sechin (1979). "The Mongol Khans and Chinese Buddhism and Taoism" [Các hãn Mông Cổ và Phật giáo Trung Hoa và Đạo giáo]. The Journal of the International Association of Buddhist Studies [Tạp chí Liên kết Quốc tế về Nghiên cứu Phật giáo]. 2 (1): 7–28.
- Kwanten, Luc (1978). "The Career of Muqali: A Reassessment" [Sự nghiệp của Mộc Hoa Lê: Một đánh giá lại]. Bulletin of Sung and Yüan Studies [Chuyên san Nghiên cứu Tống và Nguyên]. 14: 31–38.
- Lane, George (2004). Genghis Khan and Mongol Rule [Thành Cát Tư Hãn và sự cai trị Mông Cổ]. Westport: Greenwood Publishing Group. ISBN 978-0-3133-2528-1.
- Liu, Fang-ju; Cheng, Shu-fang (2015).  國立故宮博物院藏蒙古文物彙編 [Quốc lập cố cung bác vật viện tàng bàng cổ văn vật vị biên] (bằng tiếng Trung). Đài Bắc: Bảo tàng Cố cung Quốc gia. ISBN 978-9-5756-2734-8.
- Lkhagvasuren, Gavaachimed; và đồng nghiệp (2016). "Molecular Genealogy of a Mongol Queen's Family and Her Possible Kinship with Genghis Khan" [Phả hệ phân tử của một bà hoàng Mông Cổ và mối quan hệ họ hàng của bà với Thành Cát Tư Hãn]. PLoS ONE. 11 (9): 433. Bibcode:2016PLoSO..1161622L. doi:10.1371/journal.pone.0161622. ISSN 1932-6203. PMC 5023095. PMID 27627454.
- Man, John (2004). Genghis Khan: Life, Death and Resurrection [Thành Cát Tư Hãn: Cuộc đời, cái chết và sự phục sinh]. London: Bantam Press. ISBN 978-0-3129-8965-1.
- Man, John (2014). The Mongol Empire: Genghis Khan, His Heirs, and the Founding of Modern China [Đế quốc Mông Cổ: Thành Cát Tư Hãn, hậu duệ của ông, và sự kiến lập Trung Quốc hiện đại]. London: Penguin Random House. ISBN 978-0-5521-6880-9.
- May, Timothy (2007). The Mongol Art of War: Chinggis Khan and the Mongol Military System [Nghệ thuật chiến tranh Mông Cổ: Thành Cát Tư Hãn và hệ thống quân sự Mông Cổ]. Yardley: Westholme. ISBN 978-1-5941-6046-2.
- May, Timothy (2008). Culture and Customs of Mongolia [Văn hóa và tập quán Mông Cổ]. Culture and Customs of Asia. Westport: Greenwood Publishing Group. ISBN 978-0-3133-3983-7.
- May, Timothy (2012). The Mongol Conquests in World History [Các cuộc chinh phạt của Mông Cổ trong lịch sử thế giới]. London: Reaktion Books. ISBN 978-1-8618-9971-2.
- May, Timothy (2018). The Mongol Empire [Đế quốc Mông Cổ]. Edinburgh: Nhà xuất bản Đại học Edinburgh. ISBN 978-0-7486-4237-3.
- McLynn, Frank (2015). Genghis Khan: His Conquests, His Empire, His Legacy [Thành Cát Tư Hãn: Các cuộc chinh phạt của ông, Đế quốc của ông, Di sản của ông]. New York: Hachette Books. ISBN 978-0-3068-2395-4.
- Morgan, David (1986). The Mongols [Người Mông Cổ]. The Peoples of Europe. Oxford: Blackwell Publishing. ISBN 978-0-6311-7563-6.
- Morgan, David (1990). "Čengīz Khan". Encyclopædia Iranica. Quyển V. tr. 133–135. Truy cập ngày 10 tháng 12 năm 2022.
- Mote, Frederick W. (1999). Imperial China, 900–1800 [Trung Hoa đế quốc, 900–1800]. Cambridge: Nhà xuất bản Đại học Harvard. ISBN 978-0-6740-1212-7.
- Pelliot, Paul (1959). Notes on Marco Polo [Bình chú về Marco Polo] (PDF). Quyển I. Paris: Imprimerie nationale. OCLC 1741887. Lưu trữ (PDF) bản gốc ngày 31 tháng 8 năm 2021. Truy cập ngày 17 tháng 10 năm 2022.
- Porter, Jonathan (2016). Imperial China, 1350–1900 [Trung Hoa đế quốc, 1350–1900]. Lanham: Rowman & Littlefield. ISBN 978-1-4422-2293-9.
- Pow, Stephen (2017). "The Last Campaign and Death of Jebe Noyan" [Chiến dịch cuối cùng và cái chết của Triết Biệt]. Journal of the Royal Asiatic Society [Tạp chí của Hiệp hội Á châu Hoàng gia]. 27 (1): 31–51. doi:10.1017/S135618631600033X.
- The Secret History of the Mongols: A Mongolian Epic Chronicle of the Thirteenth Century [Mông Cổ bí sử: Một biên niên sử bi tráng thế kỷ thứ 13] (Bản rút ngắn; biên tập bởi John C. Street). de Rachewiltz, Igor biên dịch. 2015. Truy cập ngày 22 tháng 11 năm 2022.
- Ratchnevsky, Paul (1991). Genghis Khan: His Life and Legacy [Thành Cát Tư Hãn: Cuộc đời và di sản của ông]. Thomas Haining biên dịch. Oxford: Blackwell Publishing. ISBN 978-0-6311-6785-3.
- Rosenfeld, Gavriel D. (2018). "Who Was "Hitler" Before Hitler? Historical Analogies and the Struggle to Understand Nazism, 1930–1945" [Ai là "Hitler" trước Hitler? Các tương đồng lịch sử và sự chật vật để hiểu chủ nghĩa Quốc xã, 1930-1945]. Central European History [Lịch sử Trung Âu]. 51 (2): 249–281.
- Sanders, Alan J. K. (2017). Historical Dictionary of Mongolia [Từ điển lịch sử về Mông Cổ]. Quyển 1 (ấn bản thứ 4). Lanham: Rowman & Littlefield. ISBN 978-1-5381-0227-5.
- Sverdrup, Carl (2017). The Mongol Conquests: The Military Campaigns of Genghis Khan and Sübe'etei [Các cuộc chinh phạt của Mông Cổ: Các chiến dịch quân sự của Thành Cát Tư Hãn và Tốc Bất Đài]. Solihull: Helion & Company. ISBN 978-1-9133-3605-9.
- Togan, Isenbike (2016). "Otchigin's Place in the Transformation from Family to Dynasty" [Chỗ đứng của Otchigin trong sự chuyển biến từ gia tộc sang triều đại]. Trong Zimonyi, Istvan; Karatay, Osman (biên tập). Central Asia in the Middle Ages: Studies in Honour of Peter B. Golden [Trung Á thời Trung cổ: Các nghiên cứu tưởng niệm Peter B. Golden]. Turcologica. Wiesbaden: Harrassowitz Verlag. tr. 407–424. ISBN 978-3-4471-0664-1. Bản gốc lưu trữ ngày 27 tháng 7 năm 2023. Truy cập ngày 12 tháng 8 năm 2024.
- Waley, Arthur (2002). The Secret History of the Mongols: and other pieces [Mông Cổ bí sử: và các câu chuyện khác]. London: House of Stratus. ISBN 978-1-8423-2370-0.
- Waterson, James (2013). Defending Heaven: China's Mongol Wars, 1209–1370 [Hộ thiên: Các cuộc chiến tranh Mông Cổ của Trung Quốc]. Barnsley: Frontline Books. ISBN 978-1-7834-6943-7.
- Wilkinson, Endymion (2012) [1973]. Chinese History: A New Manual [Lịch sử Trung Quốc: Một sổ tay mới] (ấn bản thứ 3). Cambridge: Nhà xuất bản Đại học Harvard. ISBN 978-0-6740-6715-8.
- Wright, David Curtis (2017) [2016]. "Genghis Khan" [Thành Cát Tư Hãn]. Oxford Bibliographies: Military History. Oxford: Nhà xuất bản Đại học Oxford. doi:10.1093/OBO/9780199791279-0154.
- You, Wenpeng; Galassi, Francesco M.; Varotto, Elena; Henneberg, Maciej (2021). "Genghis Khan's death (AD 1227): An unsolvable riddle or simply a pandemic disease?" [Cái chết của Thành Cát Tư Hãn (AD 1227): Một câu đố không có lời giải hay một bệnh dịch đơn thuần?]. International Journal of Infectious Diseases [Tạp chí Quốc tế về dịch bệnh truyền nhiễm]. 104: 347–348. doi:10.1016/j.ijid.2020.12.089. hdl:10447/620953. ISSN 1201-9712. PMID 33444749. S2CID 231610775.